# Vlinders
Vlinders, kapellen of schubvleugeligen (Lepidoptera) zijn een orde van gevleugelde insecten. De orde van de vlinders is na de orden van de vliesvleugeligen, de tweevleugeligen en de kevers, de grootste insectenorde binnen het dierenrijk: er zijn ongeveer 160.000 beschreven soorten. Vlinders leven in uiteenlopende biotopen: van koude toendra's tot woestijnachtigegebieden. De meeste soorten leven in tropische of subtropische gebieden. In het Nederlands Soortenregister staan van de 18.000 inheemse Nederlandse insectensoorten ruim 2200 soorten als vlinder geregistreerd, zodat ruim 12% van de Nederlandse insectensoorten bij de orde van de vlinders is ingedeeld.
Veel dagvlinders vallen op door hun bonte kleuren. Sommige soorten nachtvlinders, zoals de kleermot, worden bestreden vanwege hun schadelijkheid. Verreweg de meeste vlinders worden beschouwd als onschuldige en nuttige dieren omdat ze bestuivers zijn die niet kunnen steken of bijten. Ze spelen een rol in verschillende culturen en zijn een veelgebruikt onderwerp in de kunst. Vlinders hebben vaak een karakteristieke fladderende vlucht en sterk uiteenlopende vleugelkleuren. Omdat het lichaam gemakkelijk te conserveren is en de kleuren daarbij niet verloren gaan worden vlinders al sinds lang over de gehele wereld verzameld. Hoewel de meeste vlinders naar hun volwassen stadium worden genoemd, is de rupsenfase vaak veel belangrijker en langer en duurt niet zelden jaren, terwijl de vlinder soms maar 4-14 dagen leeft.
Rupsen zijn de larven van vlinders. De rupsen van de meeste vlinders voeden zich met planten, sommige soorten kunnen daarbij grote schade aan gewassen aanrichten. Andere kunnen bij mensen allergische reacties veroorzaken door hun van brandharen voorziene huid. De rupsen van vlinders worden gegeten door veel andere dieren. Ze zijn bijvoorbeeld een belangrijke voedselbron voor vogels.
Vlinders hebben vrijwel alle dezelfde lichaamsbouw, maar kennen een grote variatie in de vorm en grootte van de vleugels, ook de vleugelkleuren en -patronen verschillen per soort. De rupsen hebben een grote diversiteit en zijn vaak goed van elkaar te onderscheiden. Veel vlinders zijn gemakkelijk als zodanig te herkennen, maar er zijn uitzonderingen. Zo zijn er ongevleugelde soorten en zijn er soorten die niet beschikken over de voor vlinders zo kenmerkende roltong.
Bekende vlinders zijn dagpauwoog, gehakkelde aurelia, atlasvlinder, doodshoofdvlinder, kolibrievlinder, monarchvlinder en koninginnenpage.

## Naamgeving
De wetenschappelijke naam Lepidoptera betekent letterlijk schubvleugels (Grieks: lepis: schub, ptera: vleugels) en slaat op de vleugels die bij vrijwel alle soorten met schubben bezet zijn. De etymologische herkomst van het Nederlandse woord vlinder is niet helemaal zeker. De naam kwam in de 14e eeuw voor als vlindre. Waarschijnlijk is vlinder afgeleid van het Nieuwhoogduitse flindern of het Vlaamse vlinderen, beide betekenen wegfladderen.
Een oud-Nederlandse benaming voor een vlinder is kapel. De oorsprong van dit woord ligt naar verluidt in het stukje mantel van Sint-Maarten dat als relikwie is bewaard. Ook in hedendaagse vlindernamen is nog een verwijzing naar mantels te vinden, zoals in keizersmantel en rouwmantel.
In Gronings Nedersaksisch worden vlinders wel roomzoeper of roomslikker genoemd, wat roomdrinker betekent. De namen verwijzen naar het volksgeloof dat vlinders betoverde heksen waren die van de room kwamen snoepen. Ook het Engelse butterfly en het Duitse Schmetterling hebben deze oorsprong; Schmetten is een zuivelproduct.
De studie naar vlinders wordt de lepidopterologie genoemd. Iemand die een expert is op het gebied van vlinders heet een lepidopteroloog.

## Evolutie

Citroenvlinder op grote kattenstaart

Vlinders zijn evolutionair gezien een recente groep van insecten. De oudst bekende vlinders stammen uit het Paleogeen en waren kleine, mot-achtige diertjes. De alleroudste soort is Limacodites mesozoicus die 185 miljoen jaar geleden leefde en al een vlinderachtig uiterlijk had, maar nog geen zuigende monddelen. Omdat deze soort al kenmerken vertoont die overeenkomen met die van hedendaagse soorten, wordt aangenomen dat de groep van de vlinders veel ouder is. De dagvlinders zijn waarschijnlijk zo'n 50 miljoen jaar geleden ontstaan.
Lange tijd dachten biologen dat de opkomst van de vlinders samenhing met de verschijning van bloeiende planten, waar vlinders voor hun water- en energiehuishouding sterk afhankelijk van zijn. Deze groep van planten, de bedektzadigen, zijn tot op de dag van vandaag de belangrijkste voedselbron van vlinders.
In 2018 werd echter een onderzoek gepubliceerd waaruit bleek dat vlinders met een zuigsnuit al 70 miljoen jaar eerder leefden dan de oudst bekende bloeiende planten. De zuigende monddelen kunnen op basis van dit onderzoek geen aanpassing zijn op bloemen, maar moeten een andere functie gehad hebben. Waarschijnlijk zogen de eerste vlinders vloeibare, suikerrijke vloeistoffen op die door planten zonder bloemen werden afgescheiden om hun stuifmeel te verspreiden.
Vanwege het tere lichaam van vlinders zijn er slechts weinig fossielen bekend. De meeste bewaard gebleven exemplaren zijn gevonden in barnsteen, een versteend hars afkomstig van bomen. Dergelijke vondsten zijn echter zeldzaam. Een voorbeeld van een uit barnsteen beschreven vlindersoort is Voltinia dramba. Ook zijn soms de vraatsporen van de rups in versteende bladeren waar te nemen.
De vertegenwoordigers van de uitgestorven familie Kalligrammatidae leken uiterlijk sprekend op vlinders. Zowel de vleugelvorm, het voorkomen van oogvlekken en pigmenten op de vleugels doen sterk aan vlinders denken. De Kalligrammatidae behoren echter tot de netvleugeligen en zijn niet verwant aan de vlinders.
Vlinders hebben sterk uiteenlopende kleurpatronen, maar kennen in de regel geen grote diversiteit in lichaamsbouw in vergelijking met andere ordes van insecten. Vrijwel alle soorten voldoen aan het standaardmodel voor een vlinder; vier grote met schubben bedekte vleugels, tot een roltong omgevormde galea en een typische rupsachtige larve. Soorten uit bepaalde families hebben echter nog primitieve kenmerken, zoals de wortelboorders en de oermotten. De larven van de wortelboorders lijken meer op vliegenmaden en daarnaast hebben ze geen roltong, maar kaken en korte voelsprieten. Ook de oermotten hebben nog kaken waarmee ze stuifmeel eten. Daar deze families sterk afwijken van alle andere vlinders worden ze wel in een aparte groep geplaatst; de Zeugloptera. Sommige biologen plaatsen deze groep buiten de orde van vlinders en beschouwen de oermotten als tussenvorm van de vlinders en de schietmotten.

## Uiterlijke kenmerken

De algemene kenmerken van een vlinder:
----

Vlinders verschillen sterk in grootte; de kleinste soorten hebben een vleugelspanwijdte van een paar millimeter en de grootste soorten kunnen een spanwijdte van meer dan 25 centimeter bereiken.
Het lichaam van een vlinder vertoont de meeste algemene kenmerken van het insect, zoals een in drieën verdeeld lichaam en zes gelede poten die eindigen in van haakjes voorziene kleefklauwtjes. Vlinders hebben een scherpe insnoering tussen de kop en het borststuk en vier relatief grote vleugels. Vlinders bezitten een paar antennes om geuren waar te nemen en twee samengestelde ogen. Een vlinder heeft in tegenstelling tot de meeste insecten echter geen kaken, deze zijn net als bij wantsen omgevormd tot een enkelvoudige buis. Wantsen kunnen hiermee weefsels doorboren om bij het voedsel te komen om dit vervolgens op te zuigen. Bij vlinders zijn de monddelen doorgaans niet geschikt om te doorboren, maar alleen om te zuigen. De monddelen zijn hiertoe omgevormd tot een lange, oprolbare roltong of proboscis.
In dit artikel worden tenzij anders vermeld alleen de kenmerken van de volwassen vlinder besproken, zie rups voor de kenmerken van de larven van vlinders.

### Kop
De kop van een vlinder is in vergelijking met die van andere insecten relatief klein en vertoont een aantal kenmerken die ook bij andere insecten voorkomen, zoals duidelijk zichtbare antennes, twee samengestelde ogen en enkele ocelli of enkelvoudige ogen.
De enkelvoudige ogen zijn klein en aan de bovenzijde van de kop gelegen. Ze worden vaak deels aan het zicht onttrokken door de beharing van de kop en zijn eenvoudig van structuur; de vlinder kan er alleen grove lichtverschuivingen mee waarnemen. De samengestelde ogen of facetogen zijn de belangrijkste visuele organen. De vorm en grootte van de ogen kan verschillen per groep van vlinders, maar bij de meeste soorten zijn ze duidelijk te onderscheiden aan weerszijden van de kop. Het samengesteld oog bestaat uit vele kleine oogjes, de ommatidia. De samengestelde ogen komen alleen voor bij de volwassen vlinders; de rupsen hebben kleine groepjes ogen (meestal zes), die niet tegen elkaar liggen, maar zijn verspreid over de zijkanten van de kop. De ogen van rupsen worden de stemmata genoemd. Zie voor de werking van de ogen onder zintuigen.
De antennes van vlinders zijn altijd duidelijk zichtbaar. Ze kunnen zeer uiteenlopende vormen hebben; de meeste soorten hebben geveerde, knotsvormige of draadvormige antennes, maar ook gezaagde, geschubde, getande, bladachtige, gekamde en zweepachtige vormen komen voor. Soms zijn ook verschillende variaties mogelijk; bij soorten met gekamde antennes kan de antenne aan één zijde of aan beide zijden gekamd zijn. De antennes van alle vlinders dragen zeer gevoelige chemische receptoren die dienen om voedsel en met name een partner op te sporen, zie ook onder zintuigen.

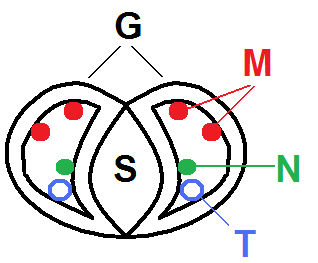
Doorsnede van de proboscis
----

Een belangrijk verschil met de meeste andere insecten is het ontbreken van bijtende of kauwende bovenste monddelen (mandibels) en de tot een lange buis omgebouwde galea. De zuigbuis of proboscis wordt bij vlinders ook wel haustellum of roltong genoemd. De roltong wordt gebruikt om nectar uit de buisvormige kroonbladeren van bloemen te halen. De roltong kan enkele centimeters lang zijn en van sommige soorten zoals de windepijlstaart is bekend dat de roltong een lengte van ongeveer 10 centimeter kan bereiken. Hierdoor kan de vlinder in zeer diepe bloemen nectar zuigen, zoals Petunia en de tabaksplant. De vlinder met de langste tong leeft op Madagaskar. Deze soort is onderwerp van een wetenschappelijke anekdote die veel aangehaald wordt in discussies over de evolutietheorie. Toen Charles Darwin in 1862 een pakketje orchideeën van het geslacht Angraecum ontving viel hem op dat de bloemen een soort beker hadden die echter zo lang was dat de beker een zweepachtige vorm kreeg waarbij de nectar onderin te vinden was. Darwin concludeerde hieruit dat er een dier moest zijn met een tong net zo lang als de beker van de bloem, omdat deze anders geen functie zou hebben, wat strijdig was met zijn evolutietheorie. Pas in 1903 kreeg Darwin postuum gelijk toen de vlinder Xanthopan morgani werd beschreven. Deze soort werd gevonden op Madagaskar en heeft een proboscislengte van 30 centimeter.
De roltong is ontstaan uit twee monddelen die sterk verlengd zijn en zijn versmolten tot een lange, steeds dunner wordende buis die wanneer hij in rust is als een horlogeveer wordt opgerold onder de kop. Doordat de proboscis bestaat uit een rubberachtige stof, rolt de tong in rust vanzelf weer op. De roltong bestaat feitelijk uit twee zeer sterk verlengde delen van de maxilla of bovenkaak, de galea. Bij de meeste insecten vormen de galea onooglijke lobjes op de bovenste kaakdelen, maar bij de vlinders zijn ze het meest geprononceerde deel van de kop. Als een vlinder uit de pop kruipt zijn de twee delen nog niet gefuseerd, maar ze worden spoedig gehecht door in elkaar stekende haakjes. Aan de basis van de proboscis is een paar maxillaire palpen aanwezig, die meestal zeer klein zijn. De roltong is gelegen tussen de goed ontwikkelde labiale palpen, die vaak opgericht en behaard zijn en bij de meeste soorten duidelijk te zien. Zodra een vlinder op voedsel landt wordt dit voedsel direct geproefd, doordat vlinders smaakreceptoren in de poten hebben. De roltong wordt in een reflex uitgestrekt, dit gebeurt met een viertal spiertjes in de proboscis, ook wordt hiertoe de bloeddruk verhoogd. In de proboscis is ook een luchtbuisje of trachee aanwezig die zorgt voor de verspreiding van zuurstof. Zie voor de werking van de roltong ook onder voedsel.

### Borststuk

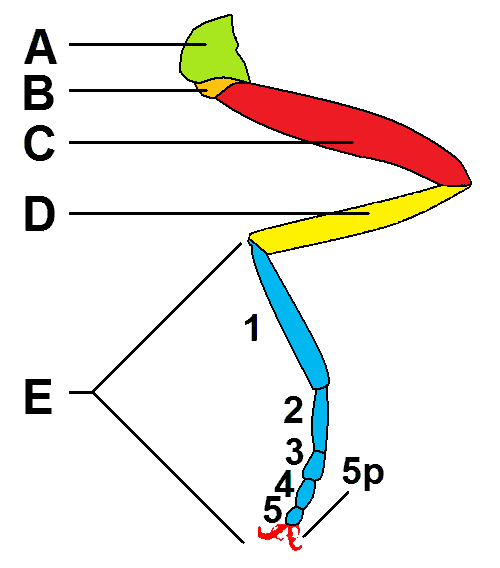
Delen van een vlinderpoot
----

Het borststuk van vlinders bestaat net als bij andere insecten uit drie segmenten die in het volwassen stadium versmolten zijn. Ieder segment draagt één paar poten, het middelste segment draagt de voorvleugels en het achterste borststuksegment draagt de achtervleugels.
De afbeelding links toont de verschillende delen van de poot van een vlinder. De vlinderpoot is met de heup of coxa A verbonden met het lichaam, die door de trochanter B met de dij of femur C is verbonden. De scheen of tibia D verbindt de dij met de tarsus of voet E.
De voet heeft altijd 5 geledingen (E1 - E5) met helemaal onderaan de pretarsus E5p waarmee de vlinder zich vastzet.
Het borststuk van vrijwel alle vlinders is behaard; een aantal soorten heeft een lichte, korte beharing en andere soorten hebben juist een dichte, lange beharing. Net als alle insecten hebben vlinders drie paar poten die naar onder zijn gericht zodat het lichaam wordt opgeheven. De poten bestaan uit vijf geledingen; de heup, trochanter, dij, scheen en voet of tarsus. De voet is opgebouwd uit vijf geledingen, met onderaan de pretarsus. De pretarsus draagt haakjes en een kussentje en wordt door de vlinder gebruikt om zich vast te houden. Aan de pretarsus zijn ook enkele belangrijke zintuigen gelegen, zie ook onder zintuigen.
Soorten uit een aantal families, zoals de zandoogjes en de schoenlappers, gebruiken slechts twee paar poten om zich vast te houden aan de ondergrond en om mee te lopen. Het voorste potenpaar heeft sterk verkleinde pretarsi en de poten zijn omgebouwd tot gespecialiseerde poetsorganen om de antennes schoon te houden. Voorbeelden zijn de dagpauwoog en de monarchvlinder.
De poten van vlinders kunnen soortspecifieke kenmerken hebben, zoals soorten uit het geslacht Gillmeria waarbij verschillende kleuren van de pootsegmenten per soort verschillen.

### Vleugels

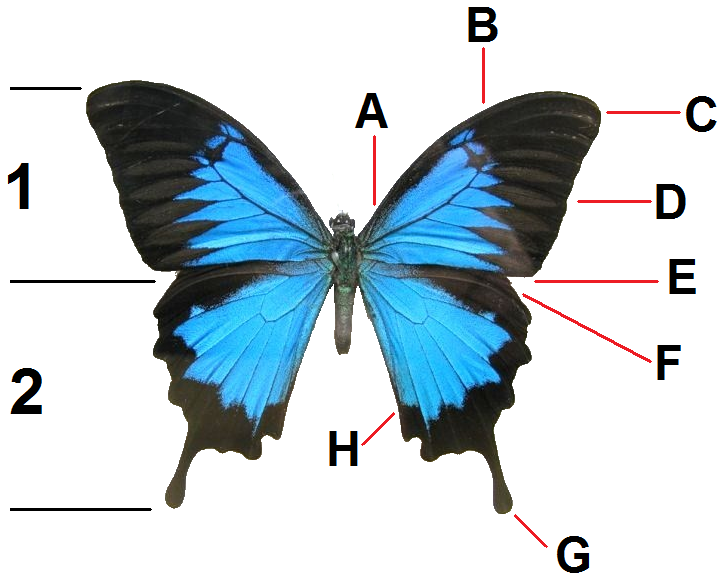
Schema van de vleugelindeling van een typische dagvlinder, hier Papilio ulysses.
----

Vlinders hebben net als andere gevleugelde insecten zoals de kevers, de wantsen en de rechtvleugeligen in de regel vier vleugels. De voorvleugels zijn bij de meeste soorten het grootst. De vleugels van vlinders verschillen enigszins per familie, zo hebben de vedermotten vertakte vleugels zodat het lijkt alsof ze er meer dan vier hebben. Slechts enkele soorten zijn vleugelloos en dan vaak alleen nog de vrouwtjes. De vleugels zijn meestal relatief groot en kunnen bij sommige soorten uitzonderlijke afmetingen bereiken in vergelijking met andere insectensoorten. De spanwijdte varieert van enkele millimeters tot wel 25 cm, zoals bij de atlasvlinder, een Aziatische soort. Het vleugeloppervlak wordt bij veel soorten vergroot door rijen haartjes of cilia aan de achterrand van de vleugel.
Een groot aantal soorten heeft een vleugelkoppeling waarbij de voor- en achtervleugels met elkaar zijn verbonden. Een primitieve vorm is de fibula, een lobje aan de wortel van de voorvleugel die op de achtervleugel rust en tegen de kleine costale ribben drukt. Deze verbinding komt onder meer voor bij de basale of primitieve families oermotten (Micropterigidae) en purpermotten (Eriocraniidae). Een jugum is een vergrote fibula die ook over een ribbenloos deel van de achtervleugel valt en komt voor bij de wortelboorders (Hepialidae). Een gereduceerde jugum komt voor bij families van de microlepidoptera. Een andere bevestigingsmethode komt voor bij veel motten en bestaat uit een of meerdere borstelharen (vleugelhaakje of frenulum) op de voorrand van de achtervleugel die in een lusje (retinaculum) op de voorvleugel steekt en zo de vleugels verbindt. Deze vleugelverbinding komt onder andere voor bij de echte motten (Tineidae), Nepticuloidea en Incurvarioidea en maakt het vliegen efficiënter doordat de vleugels als een enkele vleugel functioneren. Deze koppeling maakt onder andere de snelle vlucht van de pijlstaarten mogelijk, die een snelheid van 60 kilometer per uur kunnen bereiken. Bij de amplexiforme koppeling is de frenulum verdwenen, zoals bij de nachtpauwogen (Saturniidae), spinners (Lasiocampidae) en alle dagvlinders. Deze vlinders hebben geen verbinding nodig, aangezien de overlap zo groot is dat als de ene vleugel bewogen wordt, de andere automatisch meebeweegt.
De vleugels zijn voorzien van een stelsel van ongeveer 15 aders of ribben, die per groep van vlinders anders gerangschikt zijn. De vleugeladering is een belangrijk determinatiekenmerk om de verschillende vlindergroepen uit elkaar te houden. De vlakken tussen de aderen hebben bij iedere soort andere afmetingen en verhoudingen en deze vlakken hebben namen als anaal, costaal en discocellulair. Soorten uit de familie uilen (Noctuidae) hebben een volledig geaderde vleugel, soorten uit de familie Opostegidae hebben een gereduceerd aderstelsel wat te zien is aan een aantal doodlopende aderen.
Thysania agrippina uit Centraal- en Zuid-Amerika heeft een vleugelspanwijdte van 32 centimeter. De spanwijdte van vlinders wordt ook wel de vlucht genoemd. Andere soorten, zoals de atlasvlinder (Attacus atlas) en de herculesvlinder (Coscinocera hercules) blijven iets kleiner, maar hebben een aanzienlijk groter vleugeloppervlak. De rupsen van dergelijke soorten zijn meerjarig en kunnen zeer groot worden; de rups van de herculesvlinder kan een lengte van 17 centimeter bereiken.

#### Kleur en schubben

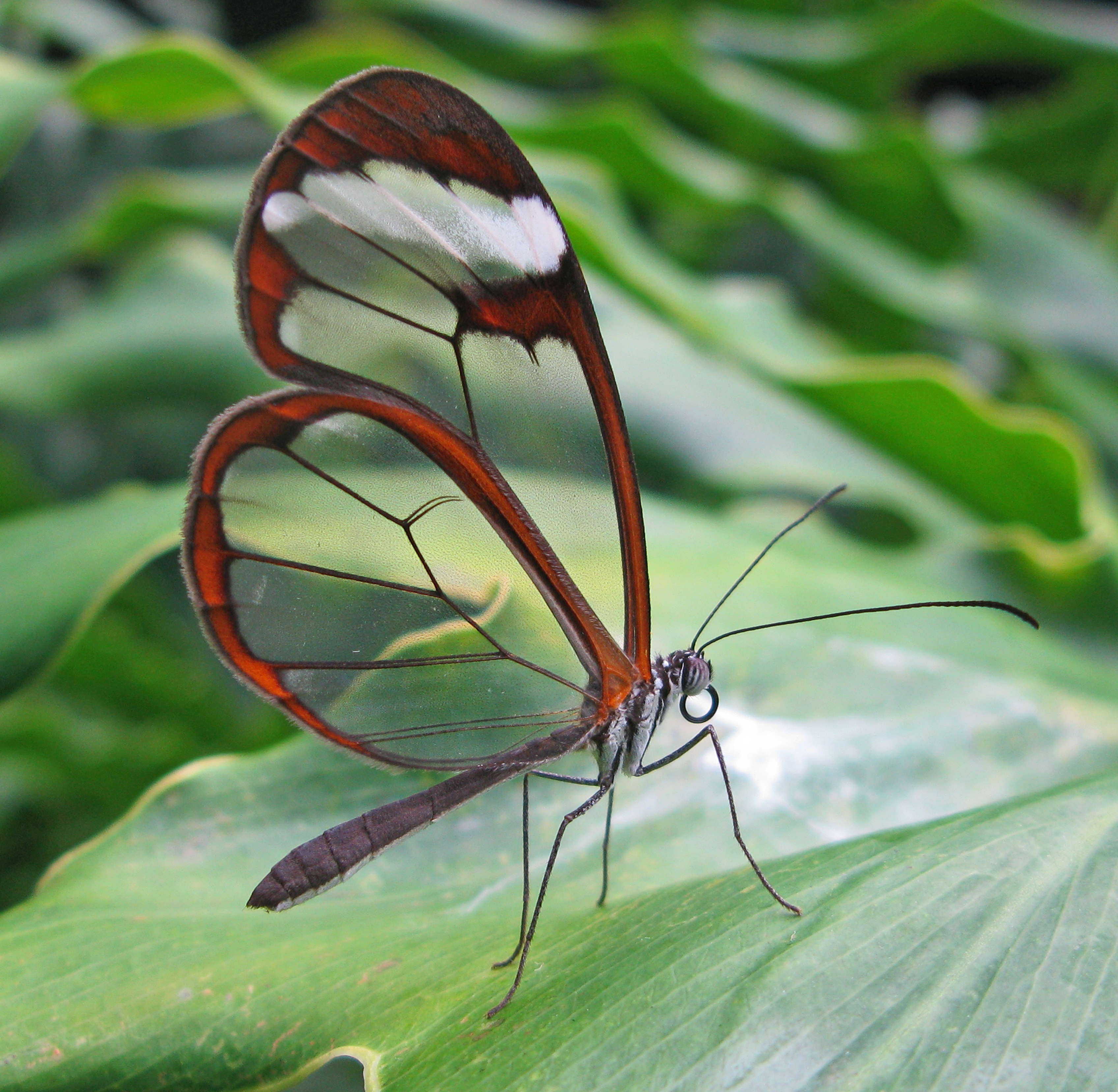
Sommige soorten hebben vensters die uit ongeschubde delen bestaan, zoals de glasvleugelvlinder (Greta oto).

Vlinders hebben net als wespachtigen (Hymenoptera) en vliegen (Diptera), in beginsel vliezige en doorzichtige vleugels die dun en zeer kwetsbaar zijn. Het vleugeloppervlak is bij vrijwel alle vlinders echter niet te zien doordat het gehele vleugeloppervlak bedekt is met ontelbare microscopische schubben. Deze zijn zo klein dat ze met het blote oog niet te zien zijn; als men de vleugel van een vlinder aanraakt, blijft er een poederachtige substantie achter op de vinger.
De schubben geven de vlinder zijn typische vleugelkleur doordat ze pigmenten bevatten en dakpansgewijs zijn gerangschikt zodat ze elkaar ruim overlappen. Sommige vlinders hebben vensters in de vleugels, dit zijn ongeschubde vlakken tussen de aderen die vaak enigszins doorzichtig zijn. Onder andere de atlasvlinder heeft dergelijke vensters en bij sommige vlinders zijn de vleugels grotendeels ongeschubd waardoor ze deels doorzichtig zijn. De wespvlinders zijn hier een voorbeeld van; dankzij hun doorzichtige vleugels in combinatie met de gele en zwarte kleuren lijken ze op wespen. De schubben kunnen diverse vormen hebben, van bloemvormig tot afgerond, ovaal, rond, speervormig, ruitvormig of haarvormig. De schubben zijn kwetsbaar en breken gemakkelijk af. Omdat ze niet meer aangroeien zijn de vleugels van oudere vlinders vaak gedeeltelijk kaal. Ook bij andere insecten komen schubachtige structuren op de vleugels voor, zoals bij de motmuggen (Psychodidae).
De vleugelkleur wordt bij de meeste soorten veroorzaakt door pigmenten, maar kan daarnaast ook worden beïnvloed door de rangschikking van de schubben van de vleugel. Ook de vorm van de schub en eventuele uitsteekseltjes kan het invallende licht op een opvallende manier terugkaatsen of iriseren. Dit veroorzaakt de metaalachtige glans waaraan sommige vlinders zoals de weerschijnvlinders (onder andere geslacht Apatura) en de parelmoervlinders hun naam aan te danken hebben. Een andere bijzonderheid is de soort Papilio ulysses uit Australië. De schubben op de zwarte delen van de vleugels van deze vlinder, afgebeeld onder het kopje vleugels, zijn in een honingraatmotief gerangschikt, waardoor het meeste licht niet wordt weerkaatst, maar geabsorbeerd. Hierdoor wordt minder licht weerkaatst en ontstaat een diepzwarte kleur zodat de blauwe delen van de vleugels beter afsteken.
Veel vlinders zijn genoemd naar hun vleugelkleur, zoals de blauwtjes (onder andere geslachten Plebeius en Polyommatus), de witjes (onder andere geslachten Pieris en Pontia) en de oranjerode vuurvlinders (onder andere geslacht Lycaena).
Mannelijke vlinders hebben vaak androconiën, speciale geurschubben die lokstoffen afscheiden. Deze schubben wijken af en zijn vaak in groepjes op de vleugel gepositioneerd. Om het geur-afgevende oppervlak te vergroten hebben dergelijke schubben meestal uitsteeksels of oneffenheden. Ook de vrouwtjes hebben dergelijke geurklieren, maar deze zijn aan het achterlijf gelegen en bestaan uit groepjes haren.
De meeste vlinders hebben een onopvallende vleugelkleur die dient ter camouflage. Andere soorten hebben juist heldere en felle kleuren. Bij een groot aantal soorten is beide het geval. Bij de dagvlinderachtige soorten is de bovenzijde van de voor- en achtervleugel felgekleurd, maar de onderzijde juist gecamoufleerd. Bij de nachtvlinderachtige soorten, waarbij de vleugels niet boven de rug worden samengeklapt, maar over elkaar worden gevouwen, hebben de voorvleugels een onopvallende kleur, maar zijn de achtervleugels felgekleurd. Vaak zijn hier oogvlekken aanwezig, zie onder verdediging.
De kleuren van de vleugels verschillen vaak enigszins per soort. Binnen sommige soorten komen totaal tegenovergestelde kleuren voor zoals de peper-en-zoutvlinder (Biston betularia), die zowel wit, bruin als zwart kan zijn. Binnen een soort zijn daarnaast de beide seksen in de meeste gevallen onderling verschillend van kleur en tekening (seksuele dimorfie), soms is bij het vrouwtje de vleugel gedegenereerd of zelfs ontbrekend, waardoor ze niet kan vliegen. Een bijzondere variant is de laterale gynandromorfie, wanneer een vlinder een vleugel met het mannelijke en een met het vrouwelijke kleurpatroon heeft, zie ook onder voortplanting.
De exacte vleugelkleur hangt onder andere samen met de hoeveelheid licht en de temperatuur van de pop gedurende de metamorfose. Een voorbeeld is het landkaartje, die twee vormen kent; een voorjaarsvorm of levana die oranjerood met zwarte vlekken is en een zomervorm prorsa die zwart is met een witte band. Dit verschijnsel is seizoensdimorfie.

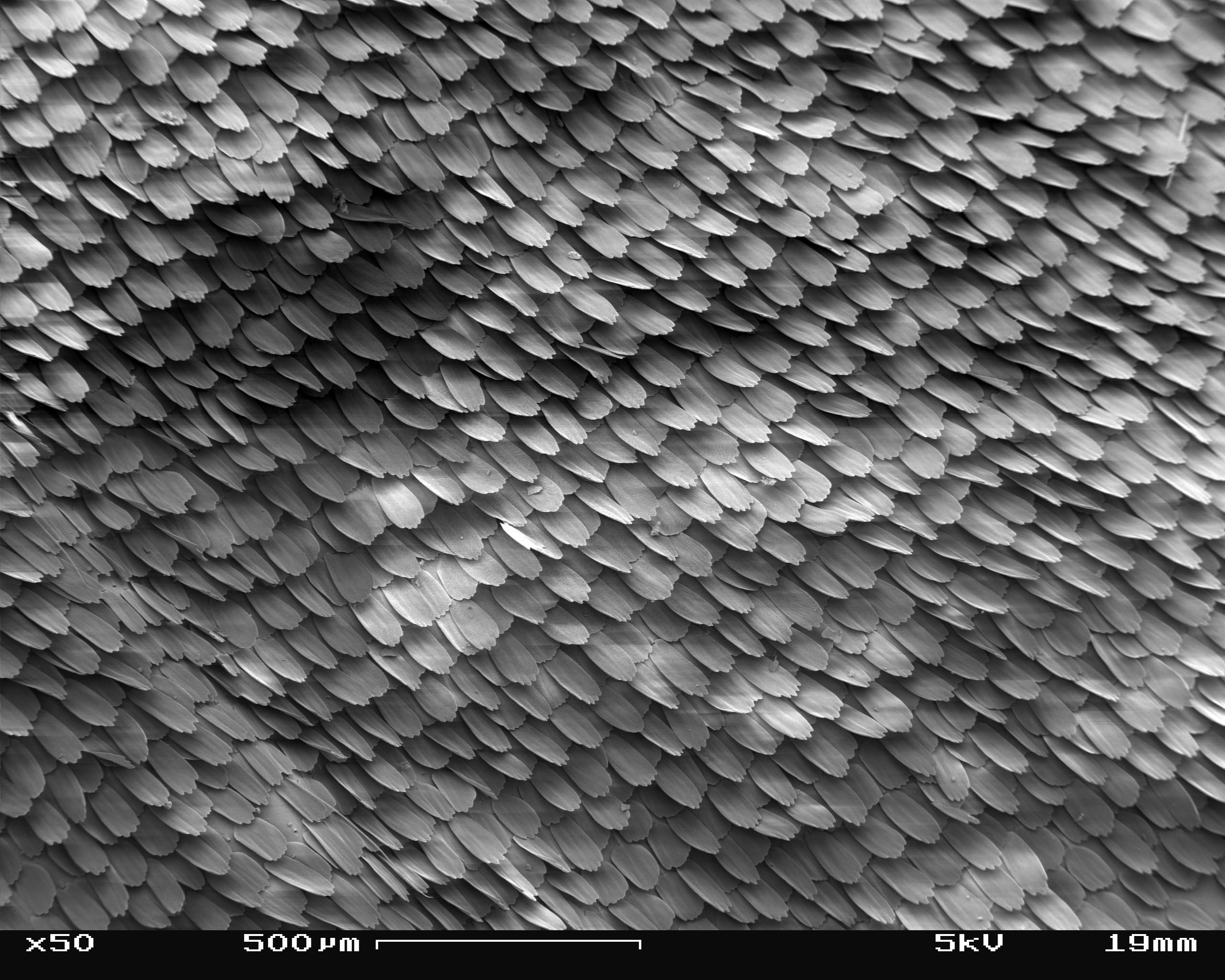
De vleugel is bedekt met schubben
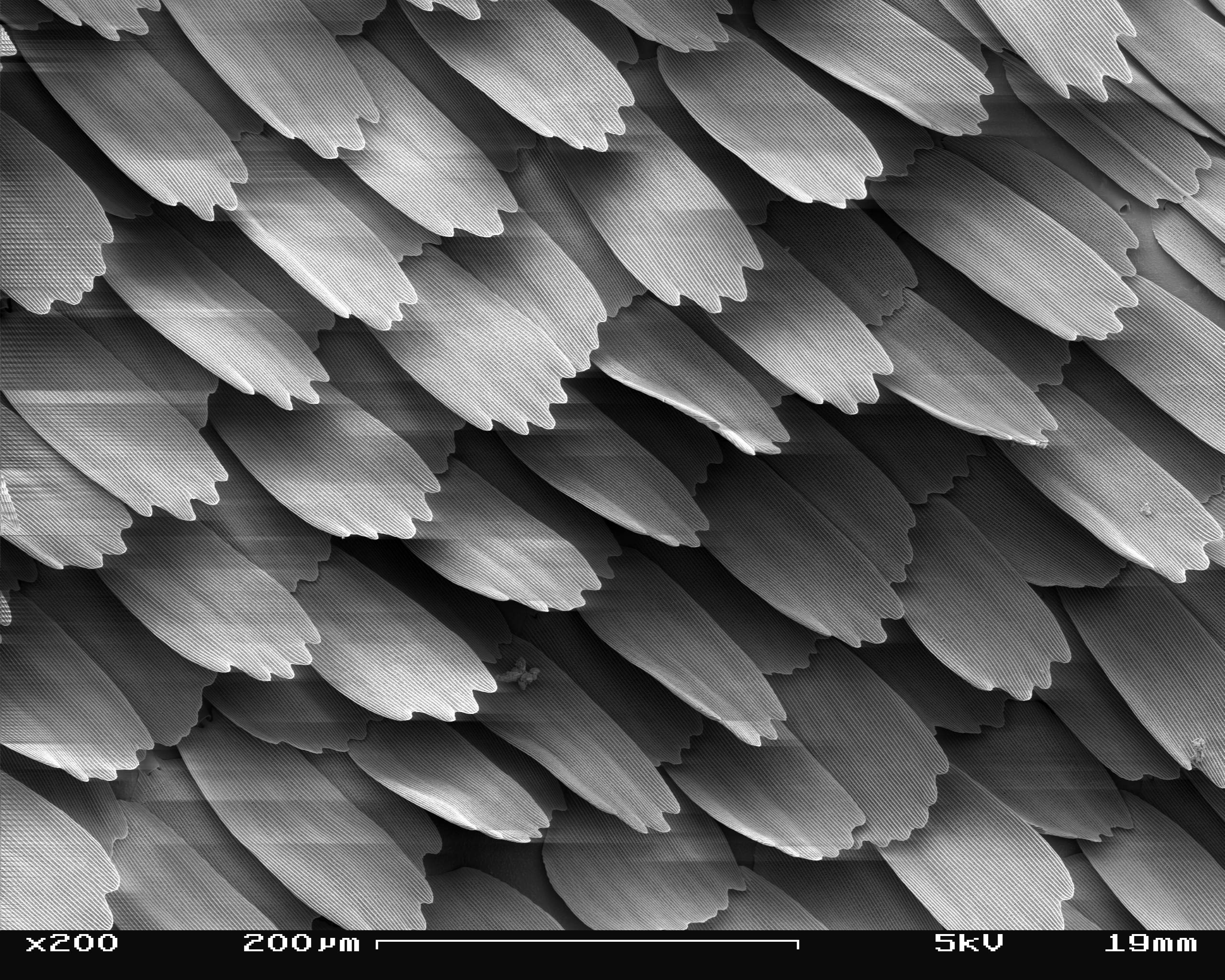
Bij deze soort zijn ze gekarteld
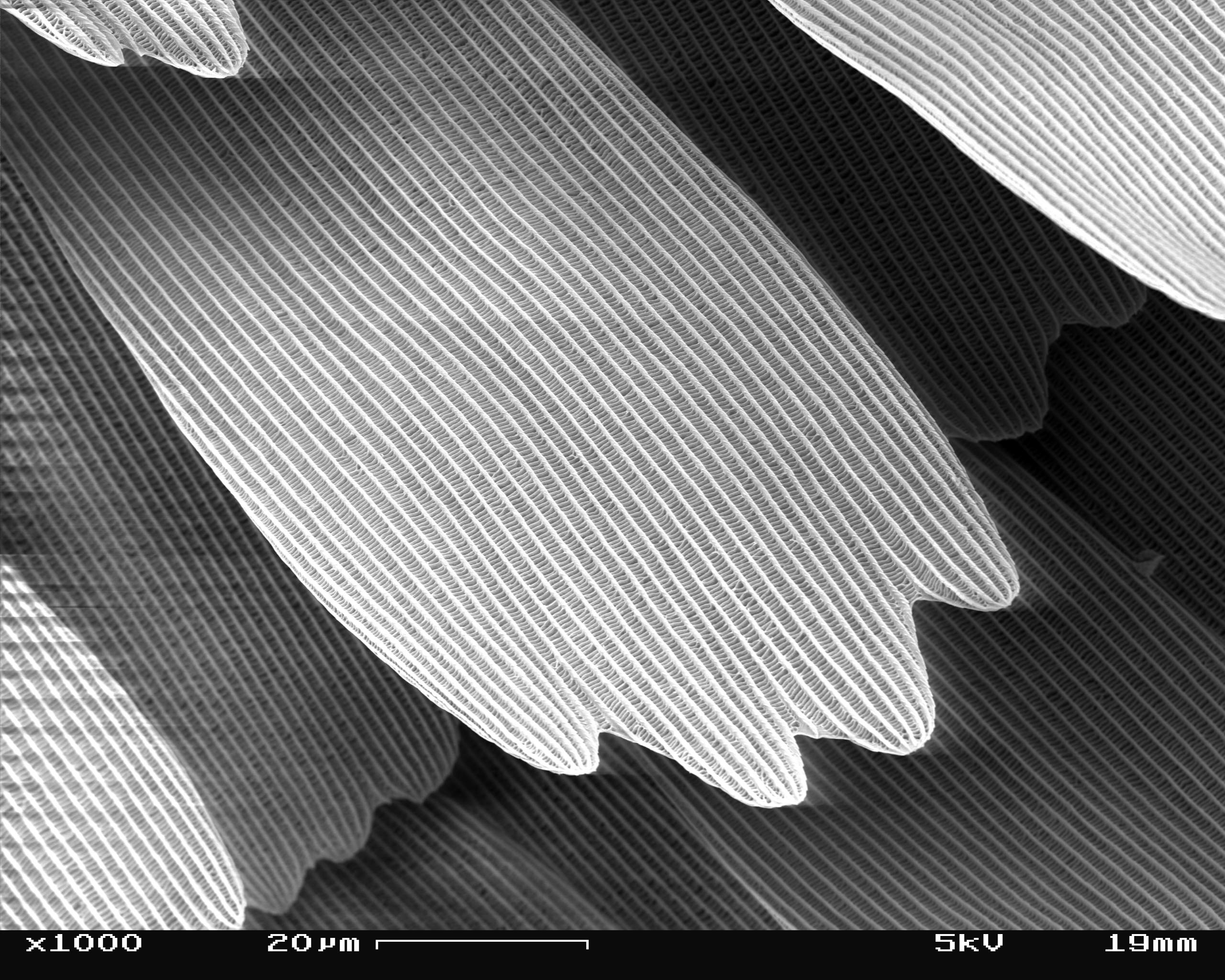
Iedere schub bestaat uit vele strepen
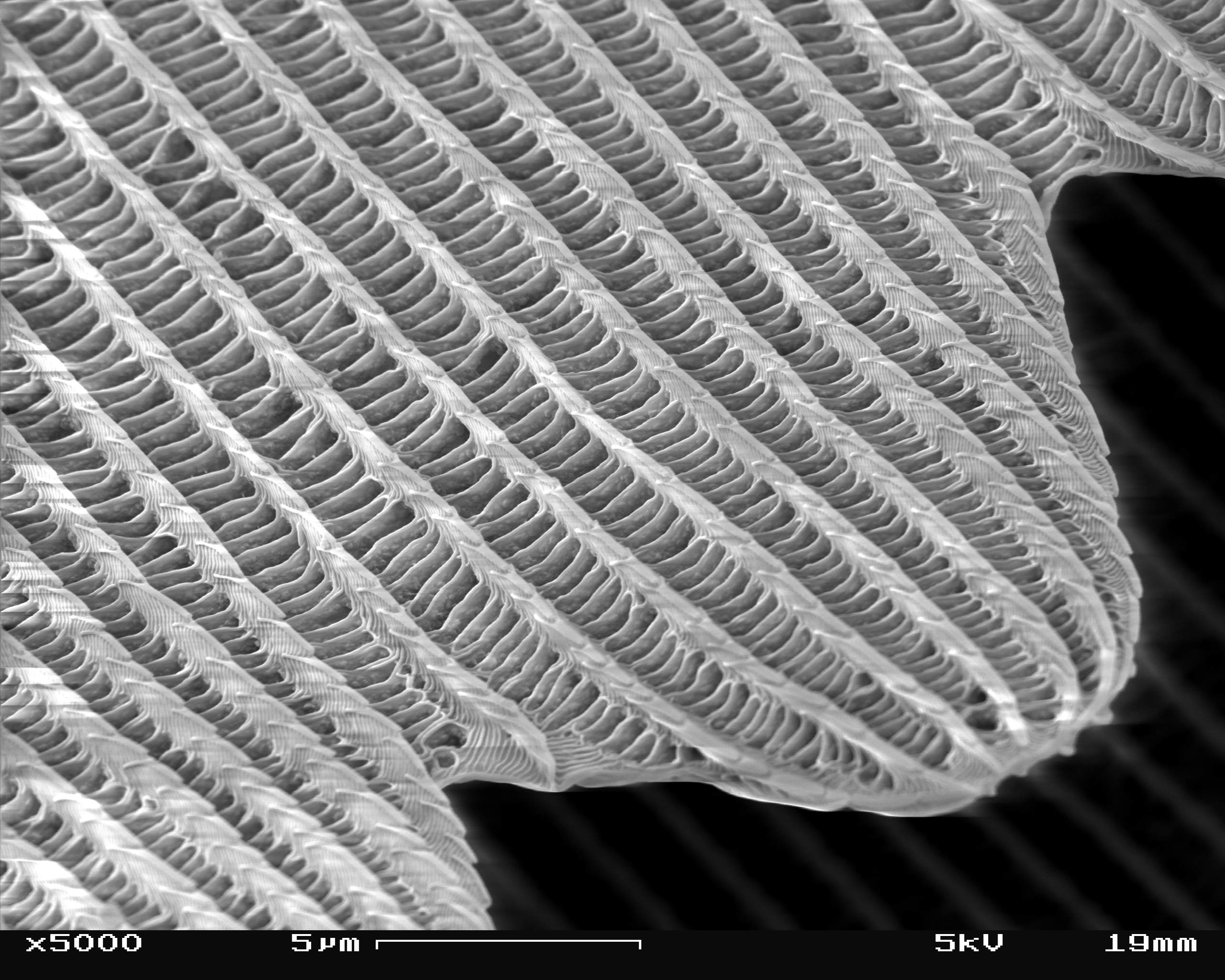
Deze bestaan uit vele pigmentcellen

#### Vlucht

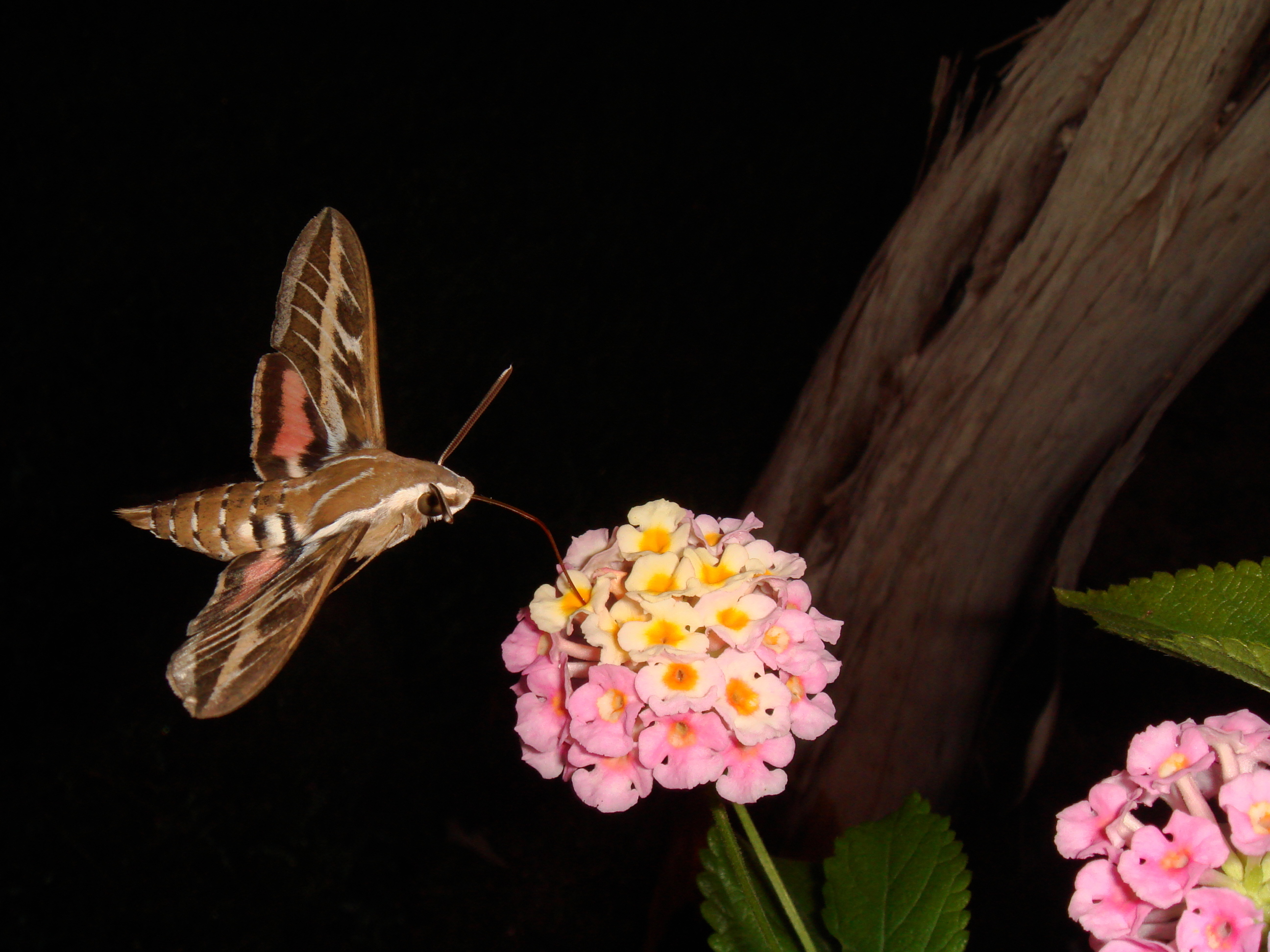
De gestreepte pijlstaart (Hyles livornica) zuigt nectar uit een bloem uit het geslacht Lantana.

Vlinders bewegen zich meestal vliegend voort, alleen enkele kleinere soorten worden vaak lopend gezien. Vlinders zijn op basis van hun manier van vliegen in te delen in drie groepen, die veelal samenhangen met de groep waartoe ze behoren:
- Fladdervlucht: bijna alle vlinders vliegen door snel met hun vleugels te klappen waarbij een fladderende beweging wordt gemaakt. De vlinders hebben een duidelijk zigzaggende vlucht en zijn niet erg snel.
- Parachutevlucht; deze manier van vliegen is typisch voor vlinders met een klein vleugeloppervlak. Het oppervlak wordt vaak vergroot door verlengde schubben die de vleugel aan een veer doen denken. Dergelijke soorten zijn vaak erg klein, de verplaatsing door de lucht vindt voornamelijk plaats door gebruik te maken van luchtverplaatsingen.
- Snelle vlucht; de bekendste vlinders die een dergelijke vlucht kennen zijn de kolibrievlinders. De voor- en achtervleugel zijn met elkaar verbonden en het vleugeloppervlak van de vleugels is klein en de vleugels zijn daarnaast erg smal van vorm. Dergelijke soorten kunnen zeer snel vliegen, maar daarnaast ook stil in de lucht blijven hangen. Pijlstaartvlinders zijn absolute recordhouders als het gaat om de snelste vlinders, ze vliegen zo snel dat ze op kolibries lijken en kunnen een snelheid bereiken tot ongeveer 100 kilometer per uur.[22] Ze moeten echter vrijwel continu nectar drinken om aan hun energiebehoefte te voldoen. Grotere soorten worden tijdens het vliegen sneller verward met vleermuizen dan met vogels vanwege de relatief trage vleugelslag.

### Achterlijf
Het achterlichaam van vlinders is altijd cilindrisch van vorm en behaard, het telt 10 segmenten waarvan de laatste twee moeilijker te onderscheiden zijn doordat ze kleiner zijn en de uitwendige geslachtsorganen vormen. Op de andere acht segmenten is aan iedere zijde een stigma of ademopening aanwezig. Het achterlijf van de vlinder bevat de belangrijkste organen, zoals het grootste deel van het zenuwstelsel en de bloedsomloop, de spijsverteringsorganen en de inwendige voortplantingsorganen.
De uitwendige geslachtsorganen zijn een belangrijk identificatiekenmerk voor alle insecten, maar zeker bij een aantal groepen van vlinders. Bij de mannetjes vormen de laatste twee segmenten uitwendige organen, bij de vrouwtjes vormen ze een inwendige, telescopische legbuis. Mannetjes hebben daarnaast twee tang-achtige haken aan de achterlijfspunt, die dienen om het vrouwtje vast te houden tijdens de paring. De voortplantingsorganen zijn zeer complex om hybridisatie te voorkomen, zowel de mannetjes als vrouwtjes hebben hiertoe stekels, beharing en andere uitsteeksels om bevruchting van de verkeerde soort te voorkomen.

### Zintuigen

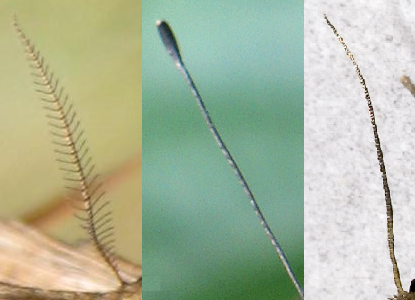
Antennes van verschillende vlinders:
----

Vlinders hebben verschillende zintuigen die tussen de mannetjes en de vrouwtjes binnen een soort heel verschillend kunnen zijn. De mannetjes moeten niet alleen voedsel opsporen, maar ook de vrouwtjes weten te vinden voor de paring. De vrouwtjes moeten naast voedsel ook voedselplanten kunnen waarnemen voor de afzet van de eitjes. Het zijn daarom meestal de vrouwtjes die de mannetjes lokken zodat vrouwtjes hun energie kunnen richten op het vinden van het voedsel voor de larven. Dit is uiteindelijk ook voor het mannetje beter omdat het de kans op een succesvol nageslacht vergroot.
De enkelvoudige ogen of ocelli worden niet gebruikt om direct licht te zien, maar om grove verschuivingen in het licht waar te nemen. Waarschijnlijk spelen ze een belangrijke rol in het dag- en nachtritme van de vlinder. De samengestelde ogen van vlinders kunnen net als andere insecten licht waarnemen en zijn in staat om kleuren te onderscheiden. Voornamelijk kleuren met een kortere golflengte zoals ultraviolet licht zijn zichtbaar voor vlinders. Rode kleuren worden echter niet waargenomen. Vlinders hebben een groot blikveld, maar hebben op korte afstand geen scherp beeld omdat ze hun ogen niet kunnen scherpstellen. Door de samengestelde ogen hebben ze een gerasterd beeld van de omgeving. De samengestelde ogen bevatten pigmenten en kunnen enigszins van kleur veranderen om zich aan te passen op de lichtintensiteit.
De antennes dienen voor het waarnemen van geurdeeltjes, zoals de feromonen van de vrouwtjes. De antennes zijn vaak zeer gespecialiseerd en bestaan uit vele geledingen. Bij veel soorten hebben de geledingen uitsteekseltjes om het oppervlak te vergroten wat de efficiëntie verhoogt, dit komt vooral voor bij nachtactieve vlinders. De vrijwel blinde soorten die gedurende de nacht vliegen, hebben juist sterk aangepaste, veer-achtige antennes om beter te navigeren. De mannetjes van sommige soorten zijn in staat de geur van een vrouwtje op kilometers afstand op te sporen met de antennes. De recordhouder is de nachtpauwoog, waarvan bekend is dat een vrouwtje op een afstand van elf kilometer kan worden waargenomen. Dergelijke soorten hebben enorme aantallen receptoren op de antennes, het aantal kan oplopen tot zo'n 60 000. Zodra een mannetje geurmoleculen opvangt vliegt hij tegen de wind in en gebruikt zijn antennes om 'in stereo' te ruiken. Al vliegend zoekt het mannetje de richting waar de geurstof vandaan komt, dit wordt bepaald doordat er steeds meer moleculen worden opgevangen als hij in de goede richting vliegt en steeds minder als hij de verkeerde kant op beweegt.
Vlinders kunnen ook proeven, maar de zintuiglijke organen waar smaak mee wordt waargenomen zijn niet gelegen aan de kop maar aan de onderste geledingen van de poten; de tarsen. De haarachtige structuren zijn sensillen en dienen om de geur van de plant waarop een vlinder zit te herkennen. De vlinder wordt aangetrokken door aangename geuren en afgestoten door geuren van voor de vlinder smerige planten. Naast proeven kan een vlinder met de sporen op zijn poten ook de windrichting bepalen, uit waarnemingen blijkt dat een vlinder steeds een poot opsteekt voordat wordt opgestegen.

### Onderscheid met andere dieren

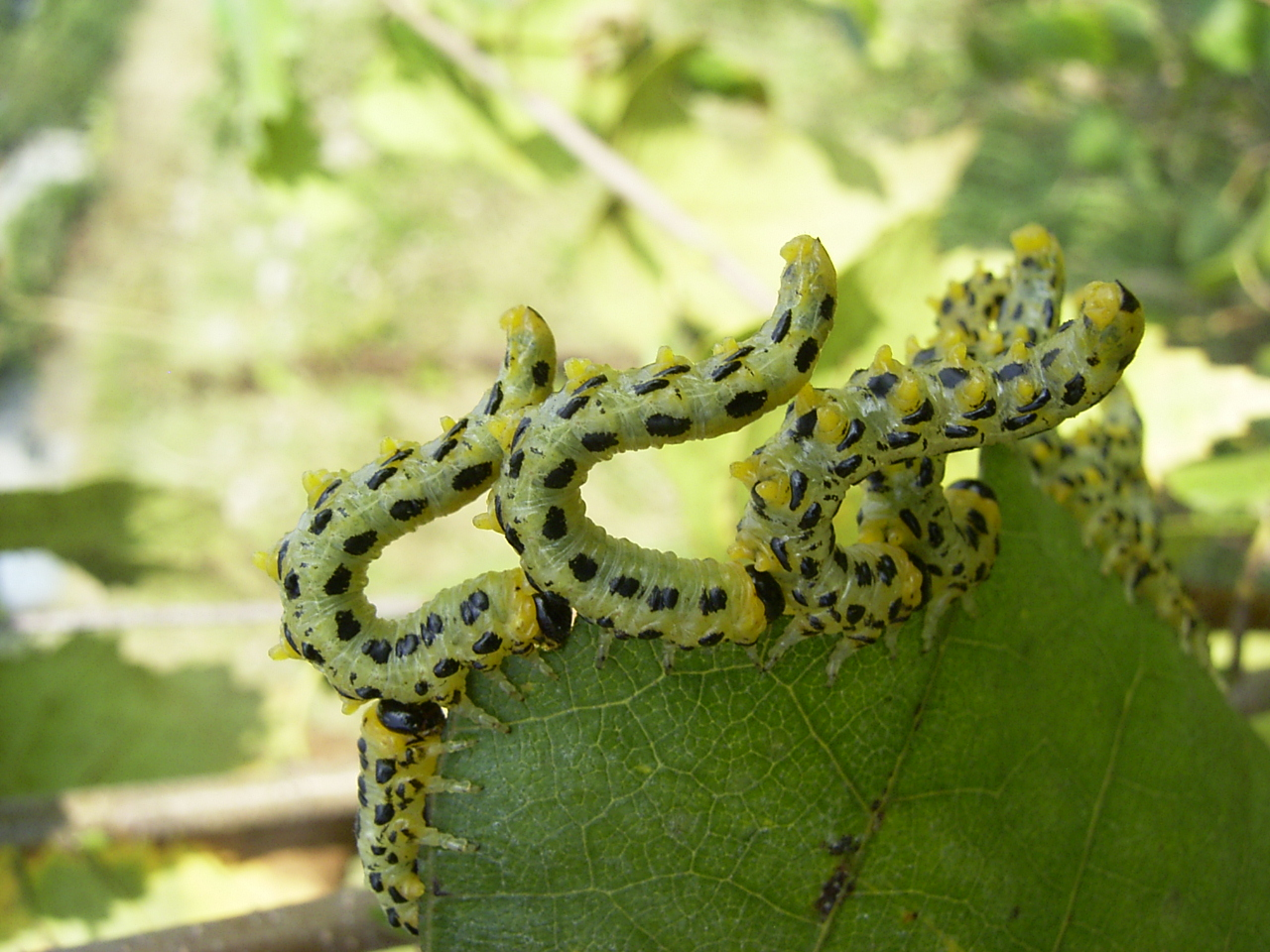
Larven van zaagwespen, hier Craesus septentrionalis, lijken op rupsen

Vrijwel alle vlinders zijn eenvoudig als zodanig te herkennen. Omdat er zowel binnen de vlinders als binnen andere insectengroepen een enorme variatie aan vormen is, kan er soms toch aanleiding zijn tot verwarring. Sommige dieren lijken op vlinders terwijl sommige vlinders overeenkomsten vertonen met andere insecten. Dit kan samenhangen met een afwijkende lichaamsbouw, afwijkende beharing of bijzondere kleuren, maar meestal is het juist de combinatie hiervan. De soort Megalopyge opercularis heeft door de naar achteren gevouwen vleugels in rust, de sterke lichaamsbeharing en oranje, witte en zwarte kleuren meer weg van een hommel dan van een vlinder. Een aantal vedermotten lijkt nog het meest op een langpootmug, maar dit is slechts een toevallige gelijkenis. Vlinders kunnen, zeker in vlucht, het makkelijkst worden verward met grootvleugelige insecten zoals haften, kokerjuffers en mierenleeuwen. Met name de vlinderhaft (afbeelding onder) is gemakkelijk te verwarren met een vlinder door de grote gele vleugels, het behaarde lichaam en met name de knotsvormige antenne-einden. Soms is de gelijkenis echter geen toeval; vlinders die gemakkelijk te verwarren zijn met wespen en dazen profiteren van het feit dat stekende insecten vermeden worden door aanvallers. Een dergelijke uiterlijke gelijkenis wordt mimicry genoemd, zie ook onder camouflage en mimicry.
Ook de rupsen van vlinders kunnen soms worden verward met larven van andere soorten. Dit komt doordat er zowel vlinders zijn met primitieve, made-achtige rupsen als insecten die rups-achtige larven hebben, een voorbeeld zijn de larven van zaagwespen.

Vlinders die op andere insecten lijken
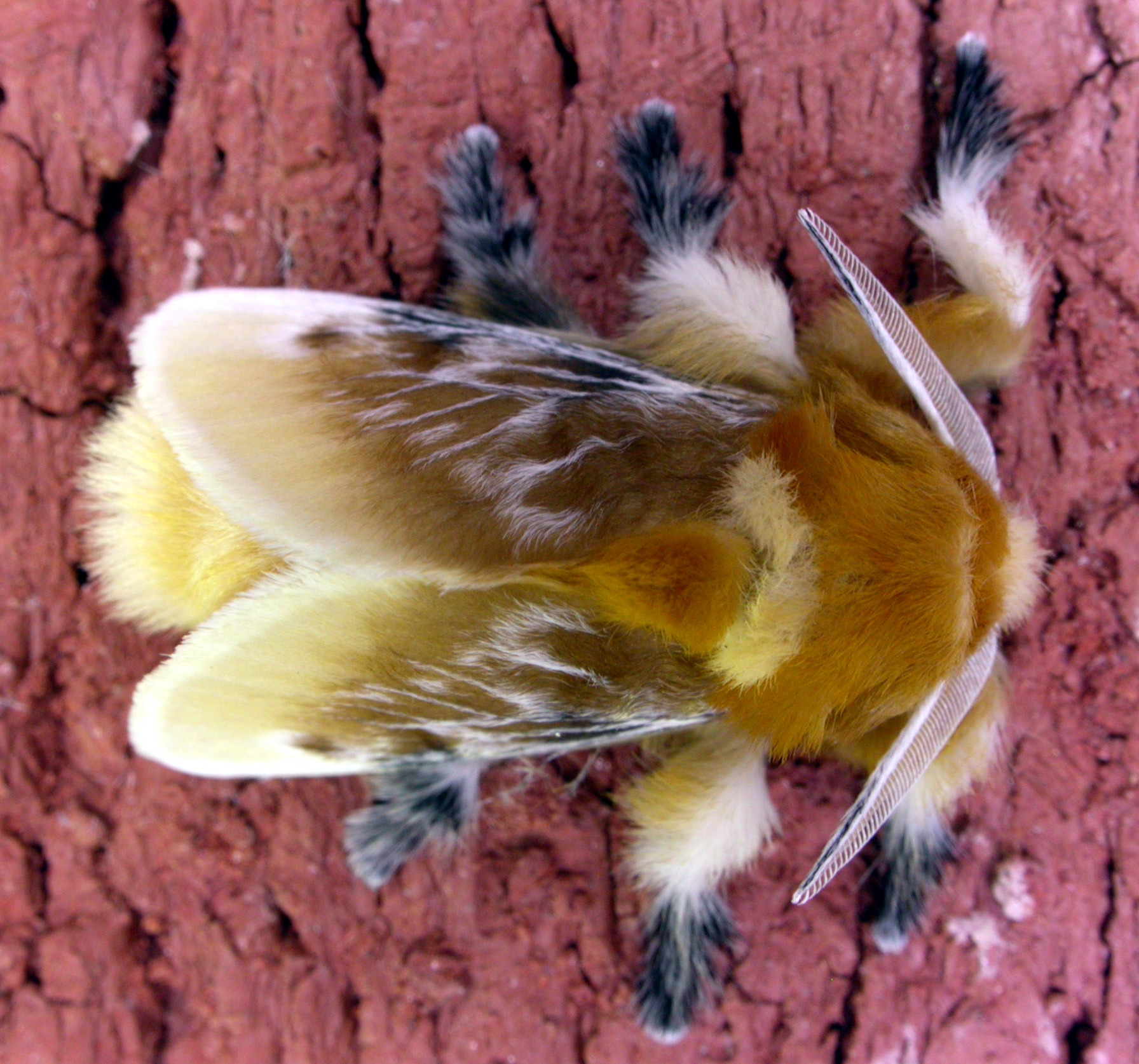
Megalopyge opercularis lijkt op een hommel
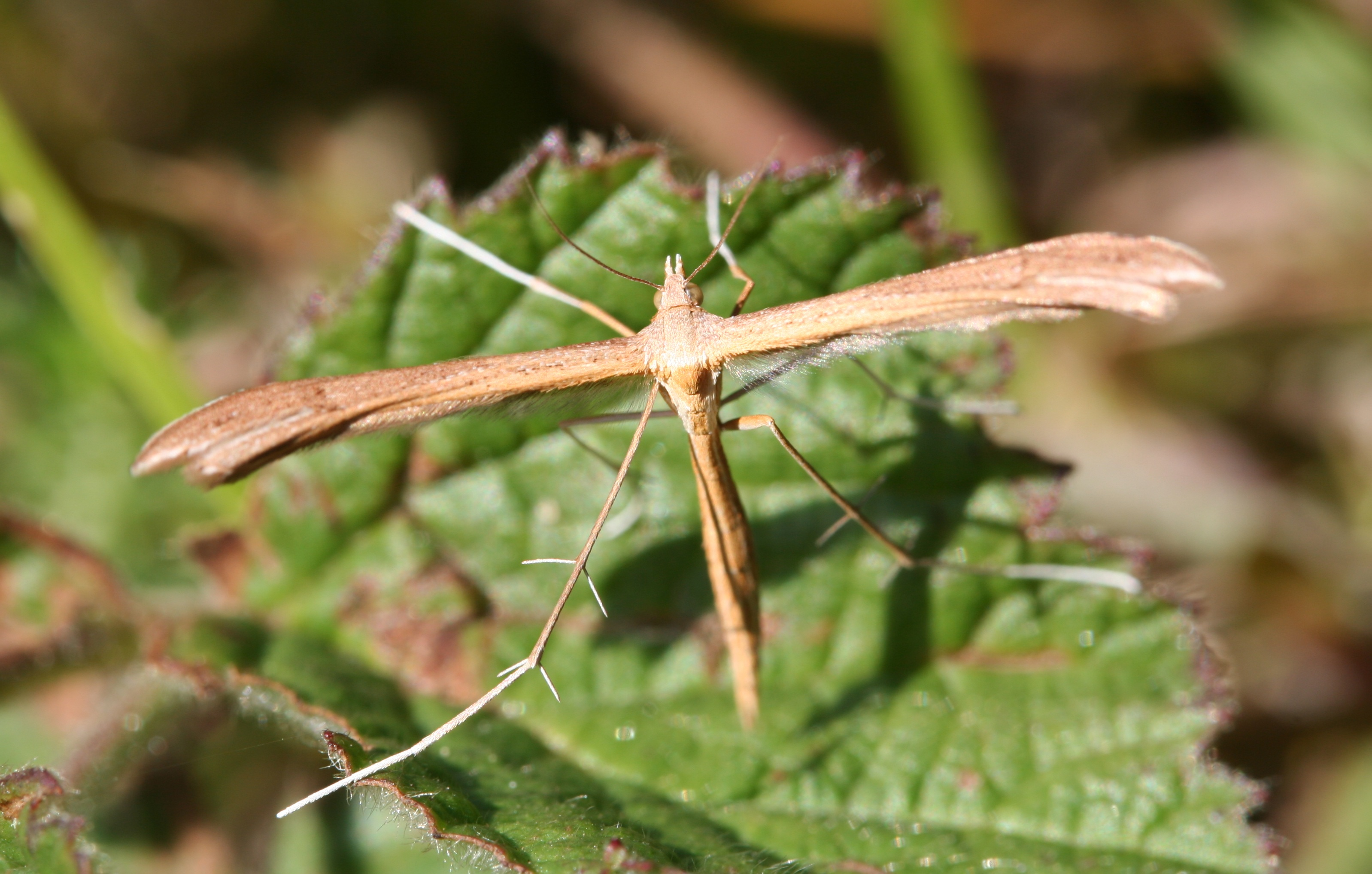
Stenoptilia pterodactyla lijkt op een langpootmug
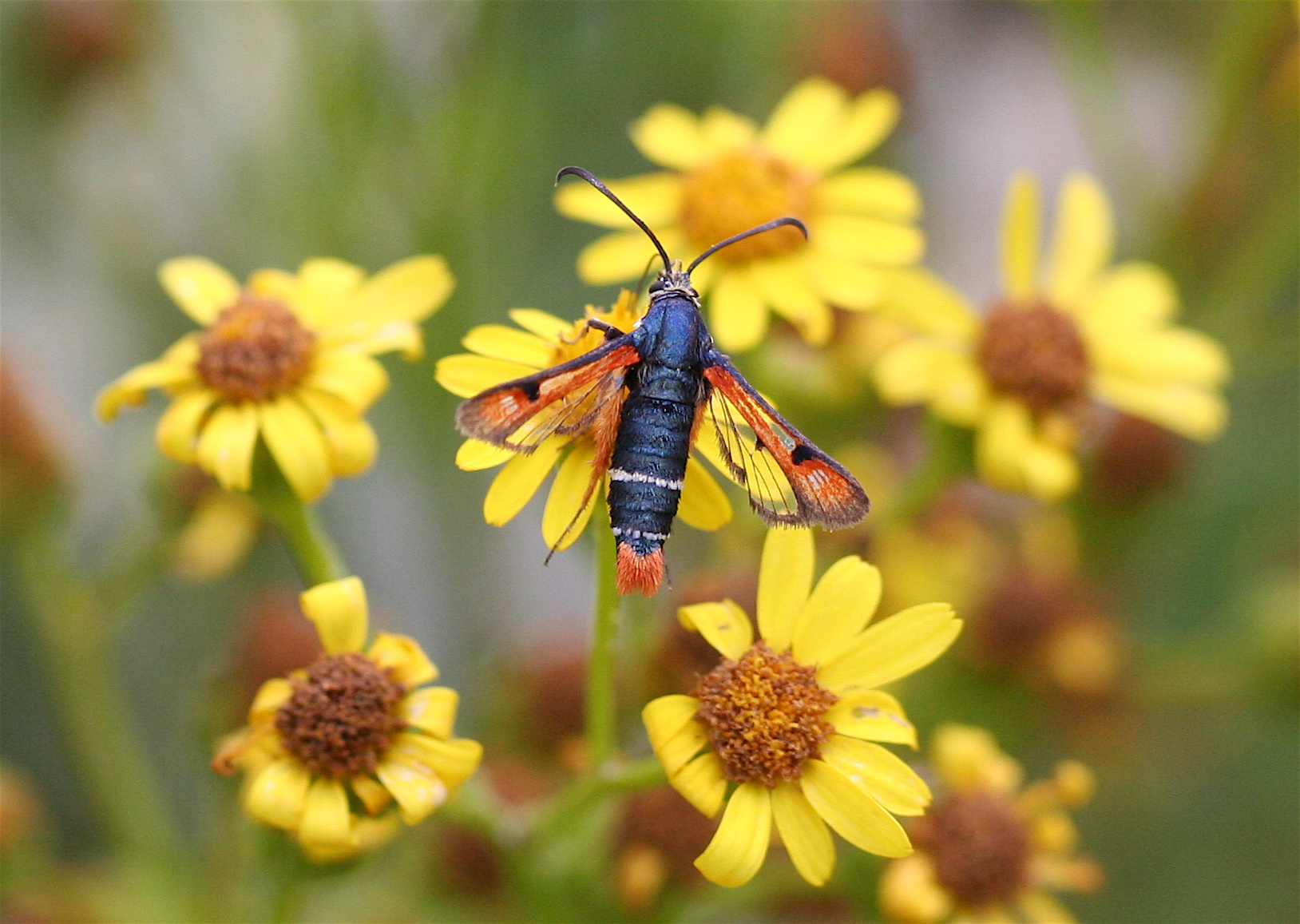
Bembecia chrysidiformis lijkt op een horzel
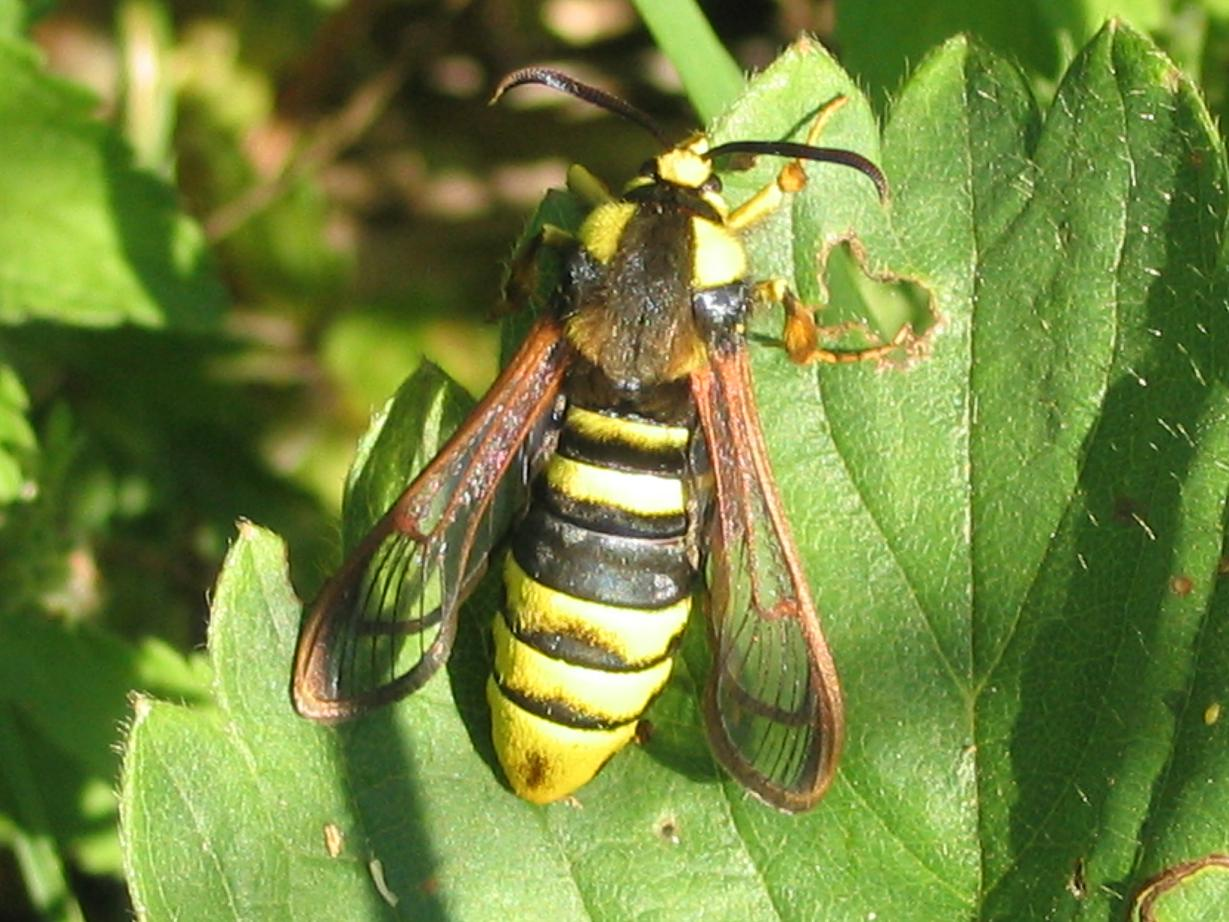
De hoornaarvlinder lijkt op een wesp

Insecten die op vlinders lijken
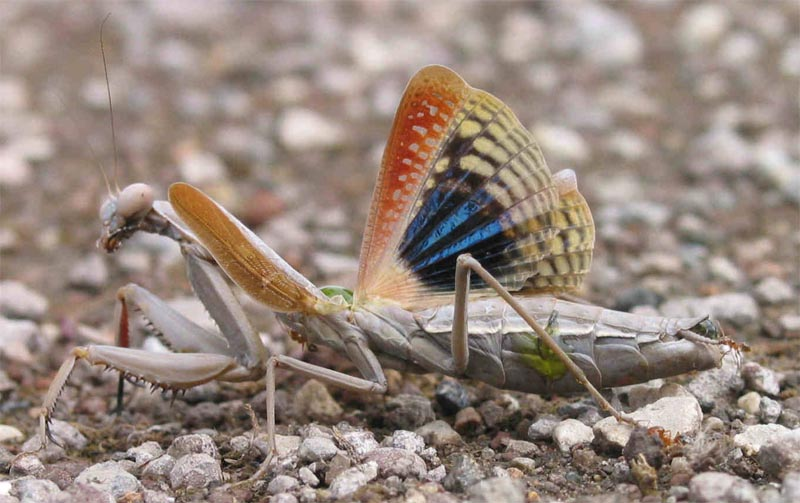
Europese bidsprinkhaan
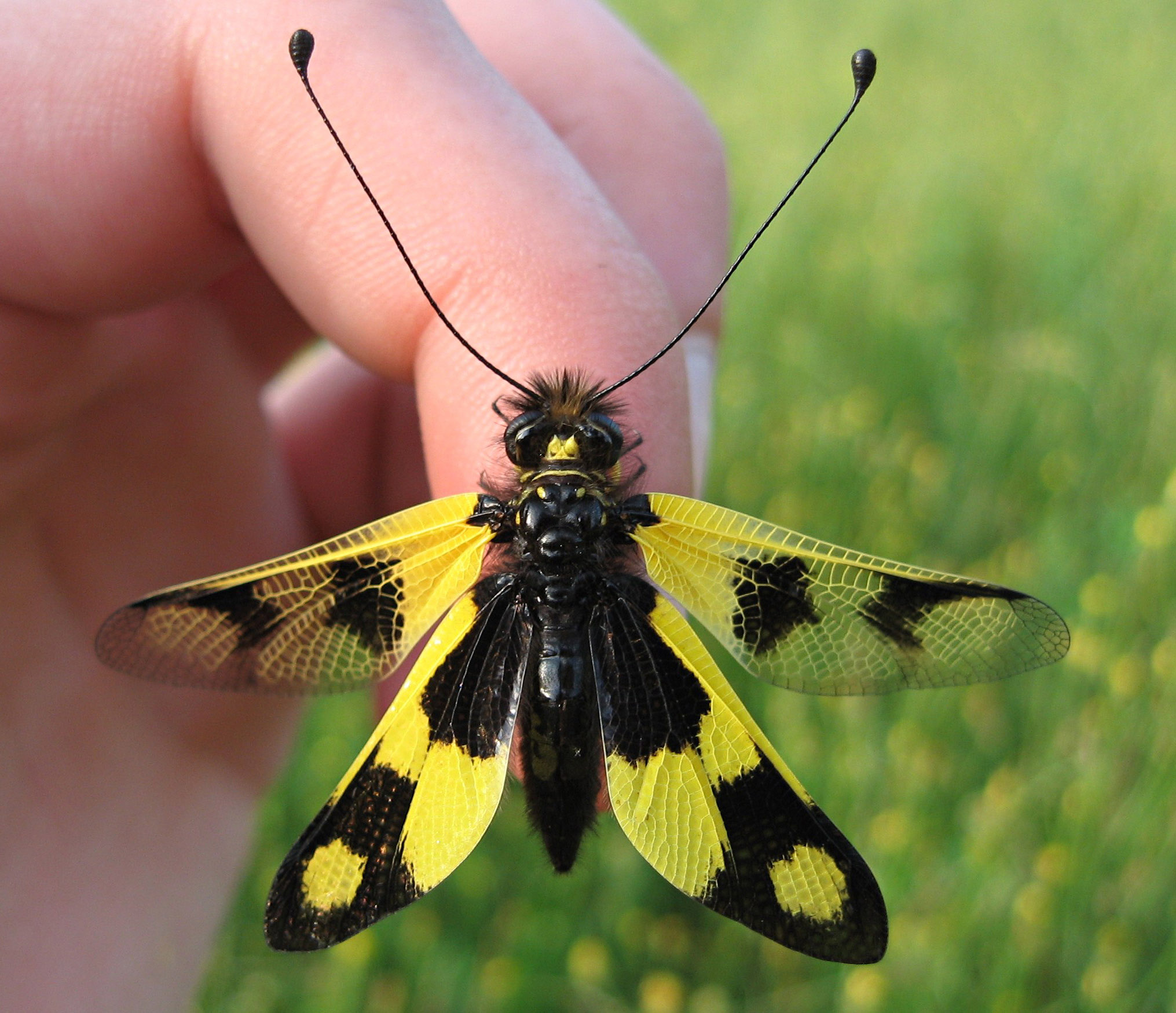
Vlinderhaft
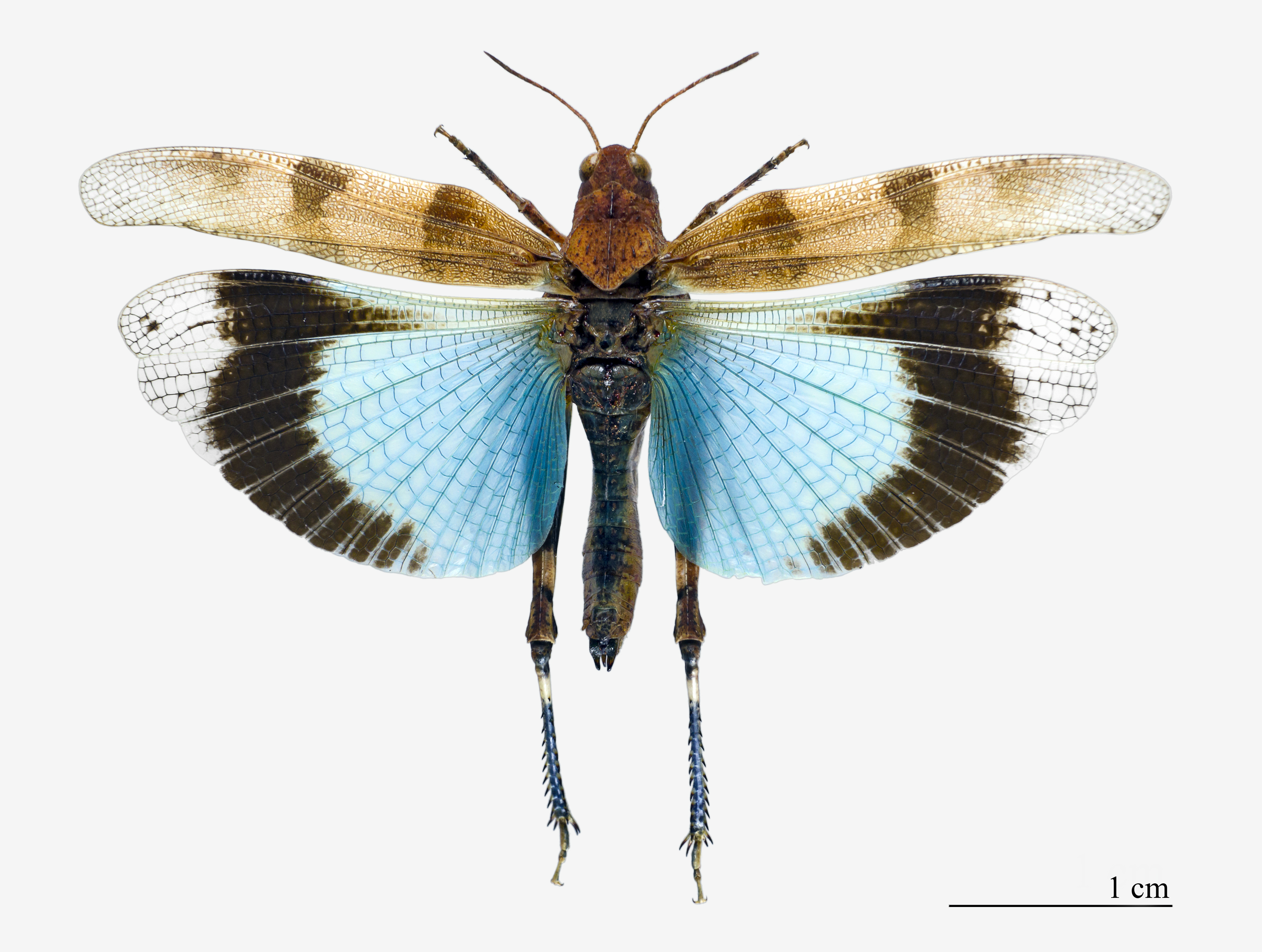
Blauwvleugelsprinkhaan
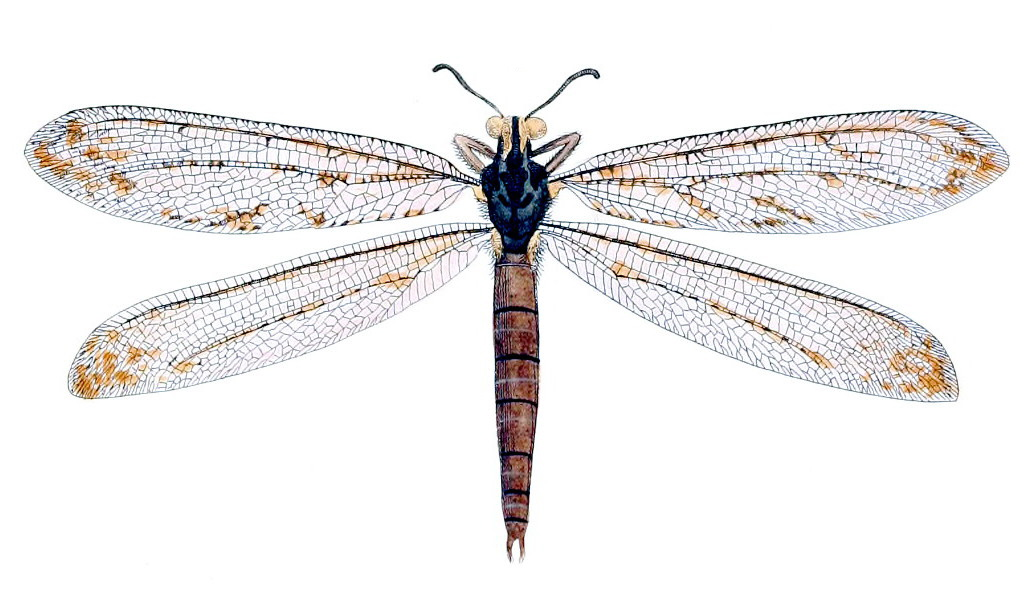
Mierenleeuw

## Voortplanting

Schema van de vier stadia, hier de soort Agraulis vanillae

Vlinders kennen net als alle andere dieren die behoren tot de Endopterygota een volledige gedaanteverwisseling. Er zijn vier stadia, waarbij actieve en inactieve stadia elkaar afwisselen. Het eerste (inactieve) stadium is het ei; daaruit kruipt de larve die na een tijdje verandert in een pop. Uit de pop - het tweede inactieve stadium - komt ten slotte de volwassen vlinder die zich voortplant waarna de cyclus opnieuw begint. Het volwassen insect of imago, de vlinder, heeft bij veel soorten een levensduur die slechts een fractie is van het larvale stadium. De imago verandert uiterlijk niet meer, dit in tegenstelling tot de rups die gedurende zijn groei ongeveer 20 keer langer en duizenden keren zwaarder wordt. De rups vervelt bovendien, de verschillende stadia zien er vaak anders uit.
Bij de laatste vervelling wordt de huid verhard, en wordt de pop of chrysalis gevormd waarin de gedaanteverwisseling tot vlinder plaatsvindt. Na enige tijd in de pop te hebben gezeten - de duur verschilt sterk per soort - kruipt de volwassen vlinder uit de pop, laat zijn vleugels oppompen en vliegt weg. De verandering van een larve in een volledig ontwikkeld insect is de metamorfose, of, in het geval van vlinders en andere insecten als kevers en vliegen en muggen, een volledige gedaanteverwisseling. Bij andere insecten is het onderscheid tussen imago en larve minder groot en spreekt men van onvolledige gedaanteverwisseling.
Vlinders hebben net als andere insecten een duidelijk gespleten levenswijze. Als larve (rups) hebben ze maar een doel en dat is zo veel mogelijk eten om zo snel mogelijk volwassen te worden. De volwassen vlinders echter richten zich volledig op de voortplanting; sommige soorten hebben sterk gedegenereerde monddelen en nemen geen voedsel meer op.

### Paring
Vlinders overwinteren vaak als volwassen vlinder of als pop en komen in het begin van de lente tevoorschijn. De mannetjes en vrouwtjes zoeken elkaar vervolgens op voor de paring om zo nageslacht te produceren.

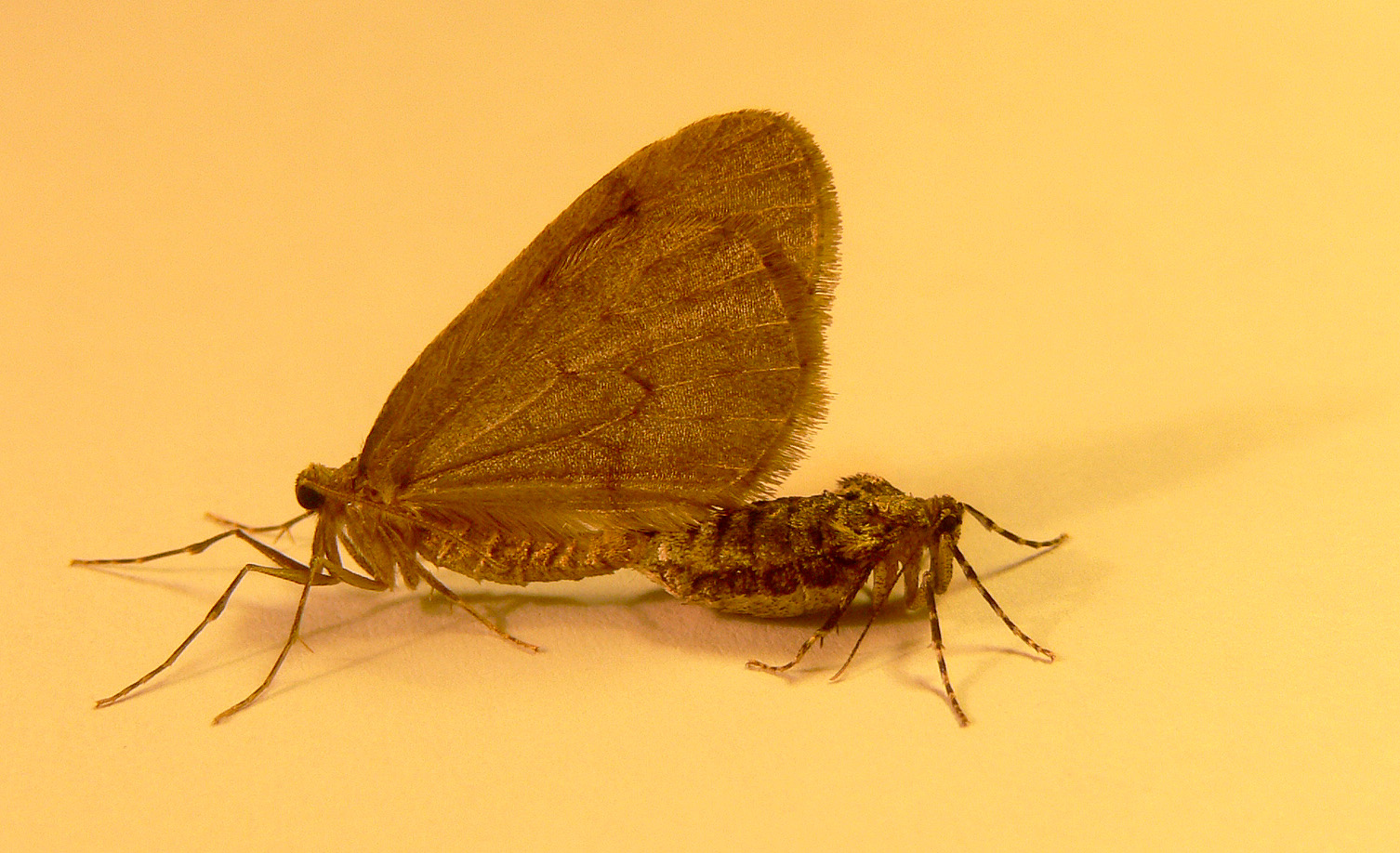
Paring van de kleine wintervlinder (Operophtera brumata), het vrouwtje (rechts) is bij deze soort ongevleugeld

De vrouwtjes scheiden middels klieren in het achterlijf geurstoffen of feromonen af die op de mannetjes een sterke seksuele prikkel hebben. De verschillende vlindersoorten hebben steeds een specifieke geur. Bij veel soorten kunnen de mannetjes door de zeer gevoelige antennes op grote afstand een vrouwtje waarnemen. Bij andere soorten gaat het mannetje ergens zitten waar het vrouwtje hem niet kán missen, zoals een uit-stekende tak.
Als een mannetje een paringsbereid vrouwtje heeft gevonden wordt er een baltsvlucht gemaakt door het mannetje om het vrouwtje over te halen tot de paring. Bij de balts vliegt het mannetje om het vrouwtje heen en geeft zijn geurstoffen af. Door de manier van vliegen en de reactie op de feromonen laat het mannetje zien dat hij van dezelfde soort is. De balts eindigt als het vrouwtje op een tak gaat zitten en het mannetje op haar kruipt. De paring duurt lang, van 1 tot meerdere uren. Gedurende de paring zijn de achterlijven met elkaar verbonden. Vliegen is dan geen eenvoudige zaak; vlinders zijn erg kwetsbaar tijdens de paring. Een enkele keer zijn opgeschrikte parende vlinders te zien die nog met elkaar verbonden zijn.
Vlinders hebben een breed scala aan voortplantingsmethoden ontwikkeld. Een voorbeeld zijn de heliconiusvlinders zoals de soort Heliconius sara. De vrouwtjes van deze vlinder verpoppen eerder dan de mannetjes en lokken de mannetjes door feromonen te verspreiden vanuit de pop. De mannetjes, die zich dus nog in het larvale rupsstadium bevinden, proberen zich zo dicht mogelijk bij de vrouwelijke chrysalis te verpoppen zodat ze direct na uitkomen kunnen paren. Ook het vrouwtje hoeft hierdoor niet af te wachten tot een succesvol mannetje haar gevonden heeft, maar is zodra ze uit haar pop komt verzekerd van een partner.
Enkele vlinders, zoals de zakjesdragers, kennen een afwijkende voortplanting en planten zich maagdelijk voort. Ook hebben de vrouwtjes soms geen vleugels en worden in hun pop bevrucht.

### Ei

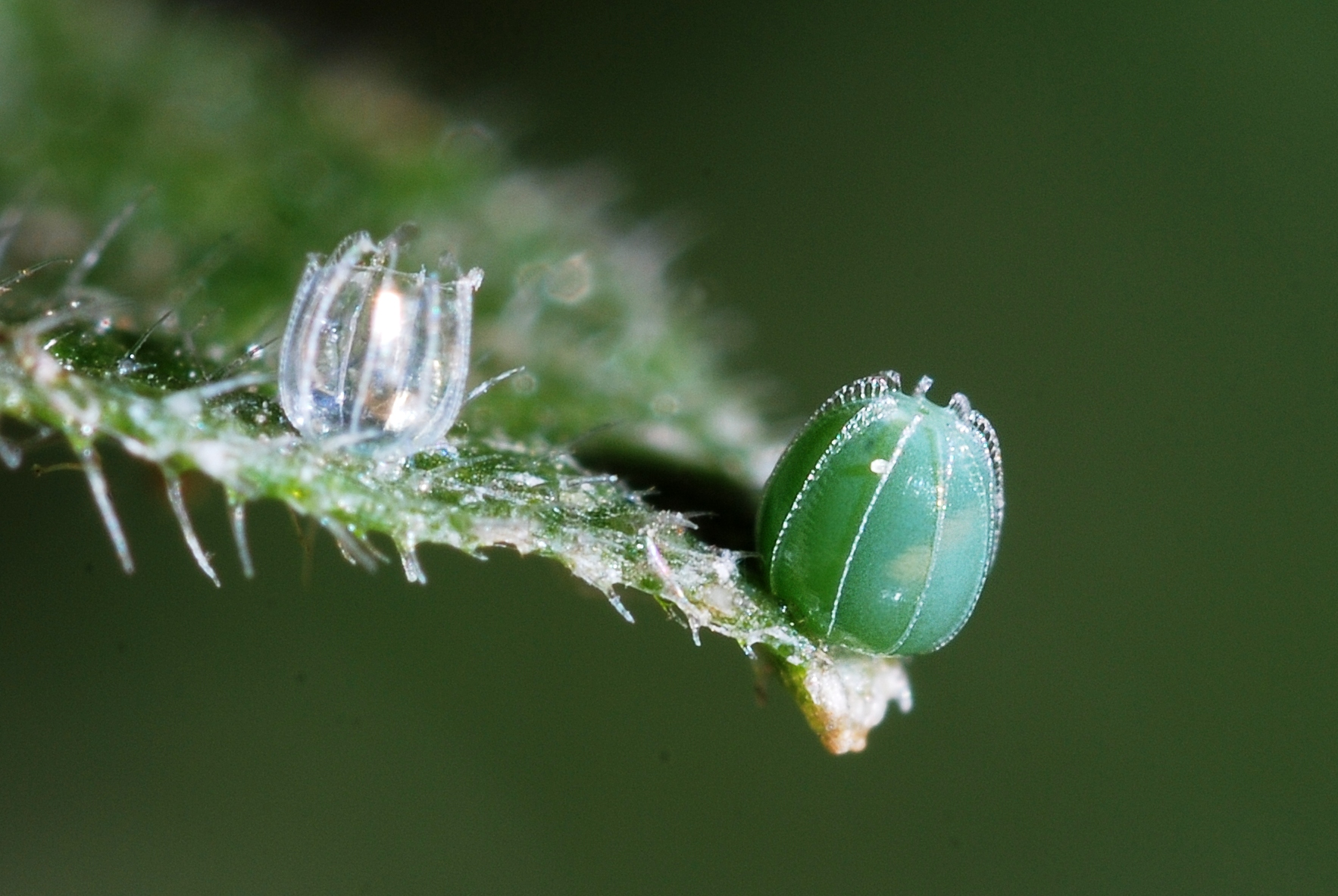
Eitjes van de gehakkelde aurelia, het linkerei is uitgekomen, het rechterei nog niet

Vlinders zijn zonder uitzondering eierleggend of ovipaar. Het totale aantal eitjes kan uiteenlopen van enkele honderden tot vele duizenden eitjes, afhankelijk van de soort. De eitjes van vlinders kunnen glad zijn, maar zijn soms ware kunstwerkjes met regelmatige patronen van ribbels, putjes en groeven die door elkaar heen lopen. Ook zijn alle mogelijke vormen mogelijk; van bolvormig tot flesvormig, plat, tonvormig of cilindrisch. Ten slotte is ook de grootte erg variabel; de kleinste eieren zijn vaak afkomstig van kleinere soorten en zijn 0,2 tot 0,3 millimeter in doorsnede. De grootste eieren zijn afkomstig van grote vlinders en kunnen 3 tot 4 millimeter bereiken. In ieder eitje zit echter een gaatje om een zaadcel door te laten, de micropyle. De eitjes van vlinders worden namelijk pas bevrucht bij het afzetten ervan.
Sommige nachtvlinders en soorten uit de familie spinners leggen eitjes met een opvallende kleur en zijn ondanks de geringe lengte van soms 0,3 millimeter makkelijk te zien. Deze felle kleuren dienen bij veel soorten om aan te geven dat er al eitjes zijn afgezet op een voedselplant. Een tweede vrouwtje dat op de plant landt, ziet de felgekleurde eitjes en weet zo dat haar nageslacht zal moeten concurreren en kiest meestal voor een andere plant. Sommige vlinders, zoals Eunica bechina, zijn ook in staat planten te herkennen waarop mieren leven; deze eten de eitjes op en het vrouwtje zoekt dan naar een andere plant.
Bij het afzetten van het ei is de kleur meestal wit, na enige tijd verandert het ei van kleur en kan groen, bruin of grijs tot soms zwart zijn. Het is niet ongebruikelijk dat de kleur van het ei verandert tijdens de ontwikkeling ervan en bij eitjes met een doorzichtige schaal is de rups al te zien.
De afzet van eitjes verschilt enigszins per soort: sommige soorten leggen hun eitjes een voor een, andere in kleine of grote groepjes, weer andere in keurige rijtjes of in rommelige hoopjes. De eitjes worden afgezet op bladeren, twijgen, tussen boomschors, tegen bloem- of bladknoppen, of in bloemen - en vrijwel altijd op de voedselplant die de uitkomende rupsen voor hun groei nodig hebben. Afhankelijk van de temperatuur ontwikkelt het embryo zich in 1 tot 3 weken tot een rups en eet zich een weg uit het eitje om zich vervolgens te goed te doen aan de waardplant. Bij veel soorten is het ei het eerste wat de net uitgekomen rups eet, dit wist gelijk de sporen uit van de geboorte van de rupsen. Bij een aantal soorten sterft de rups zelfs als hij zijn ei niet opeet.
Er wordt onderscheid gemaakt tussen dagvlinders waarbij de wijfjes voor paring en eileg dezelfde opening gebruiken, de Monotrysia (mono = één), of twee verschillende openingen, de Ditrysia (di = twee).

Eivorm
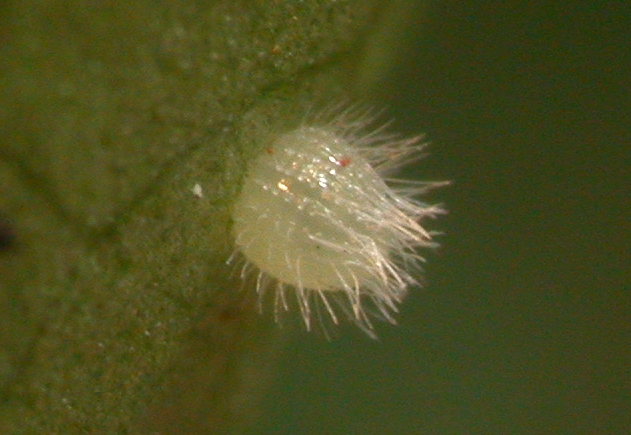
Ariadne merione
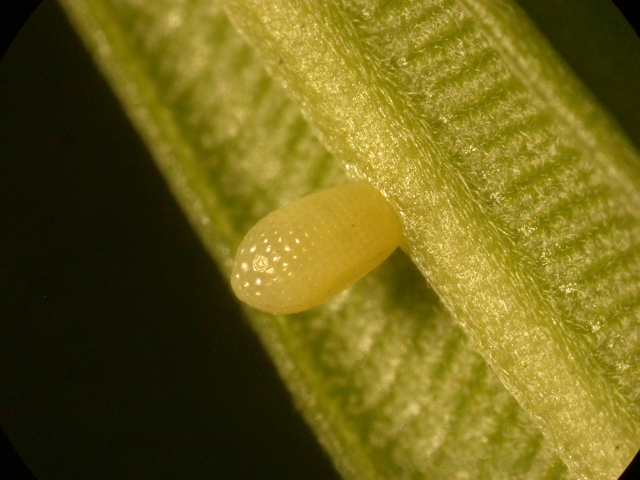
Euploea core
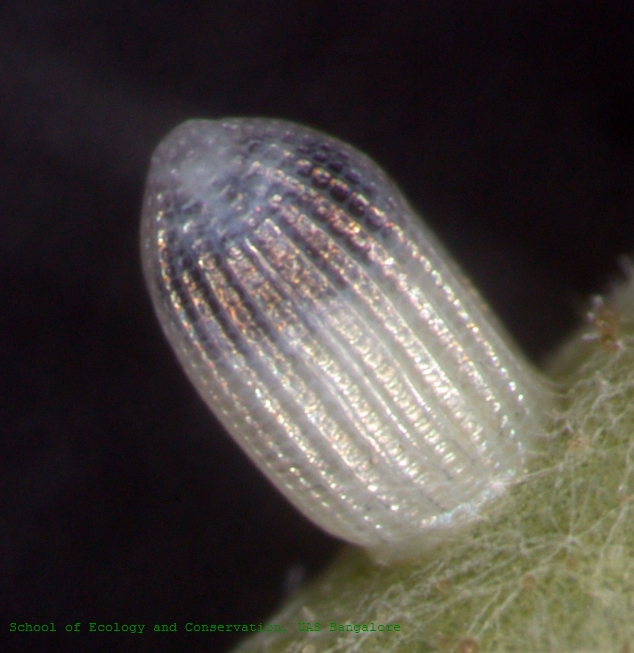
Tirumala septentrionis
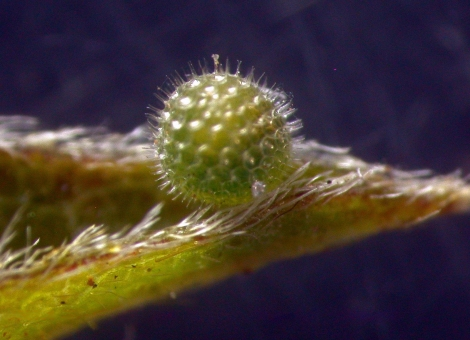
Neptis hylas

Groepering van de eitjes
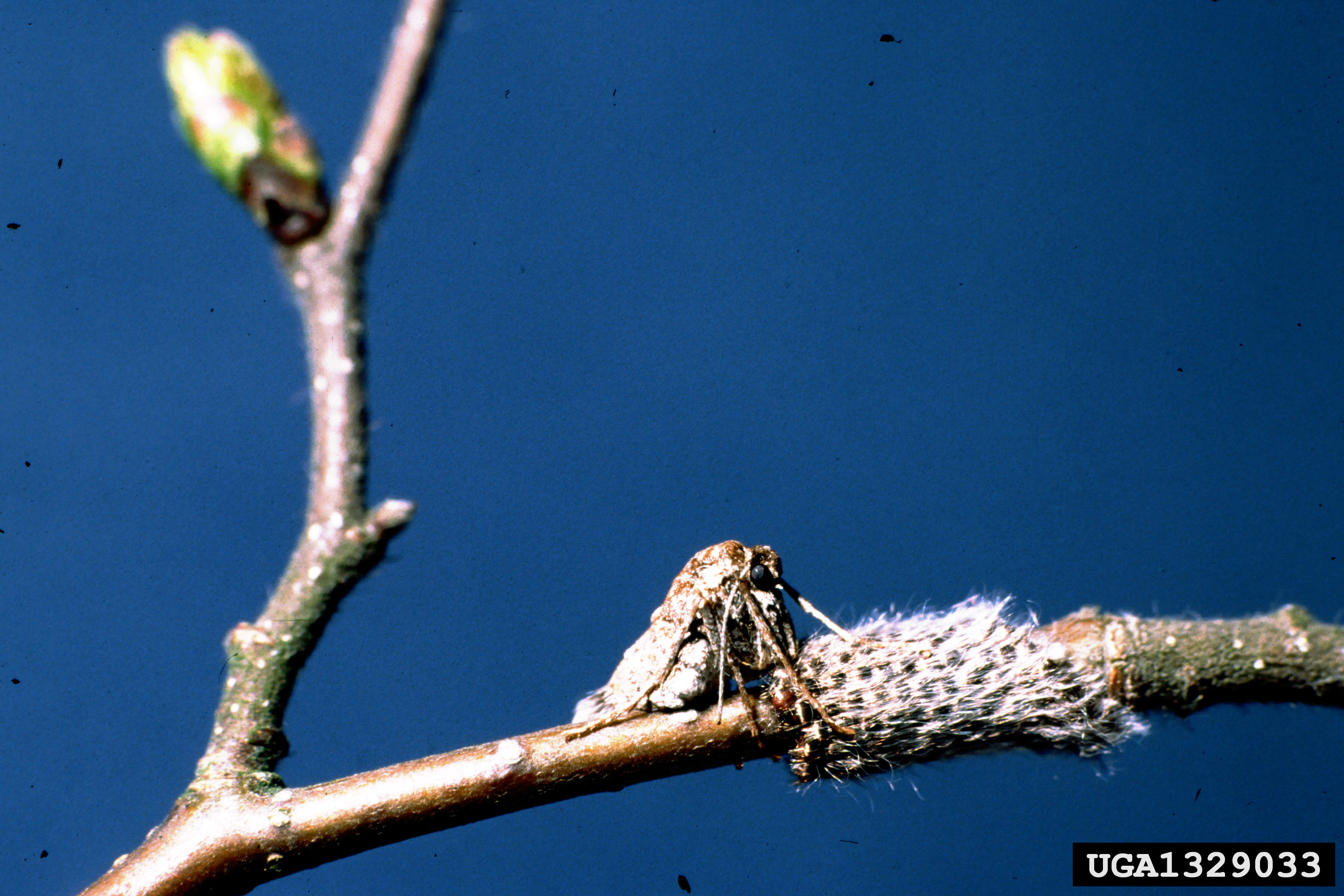
Voorjaarsboomspanner
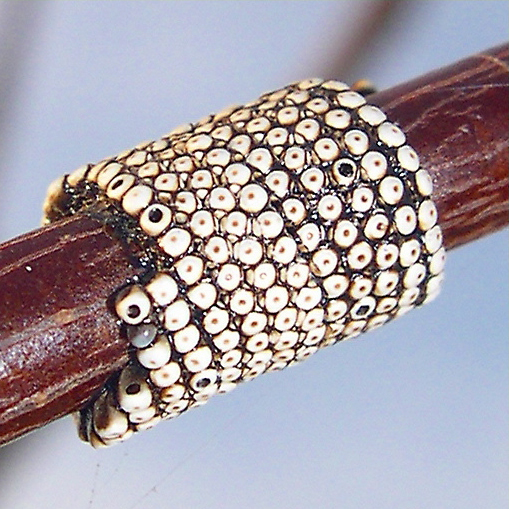
Ringelrups
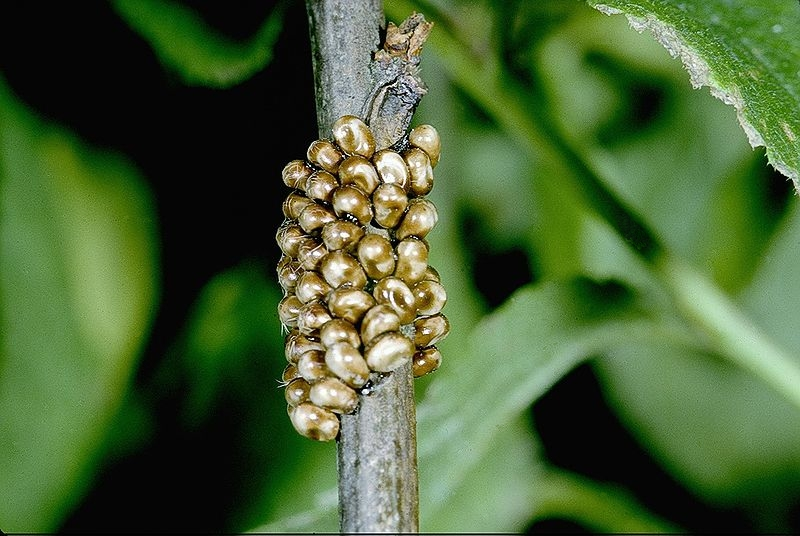
Nachtpauwoog
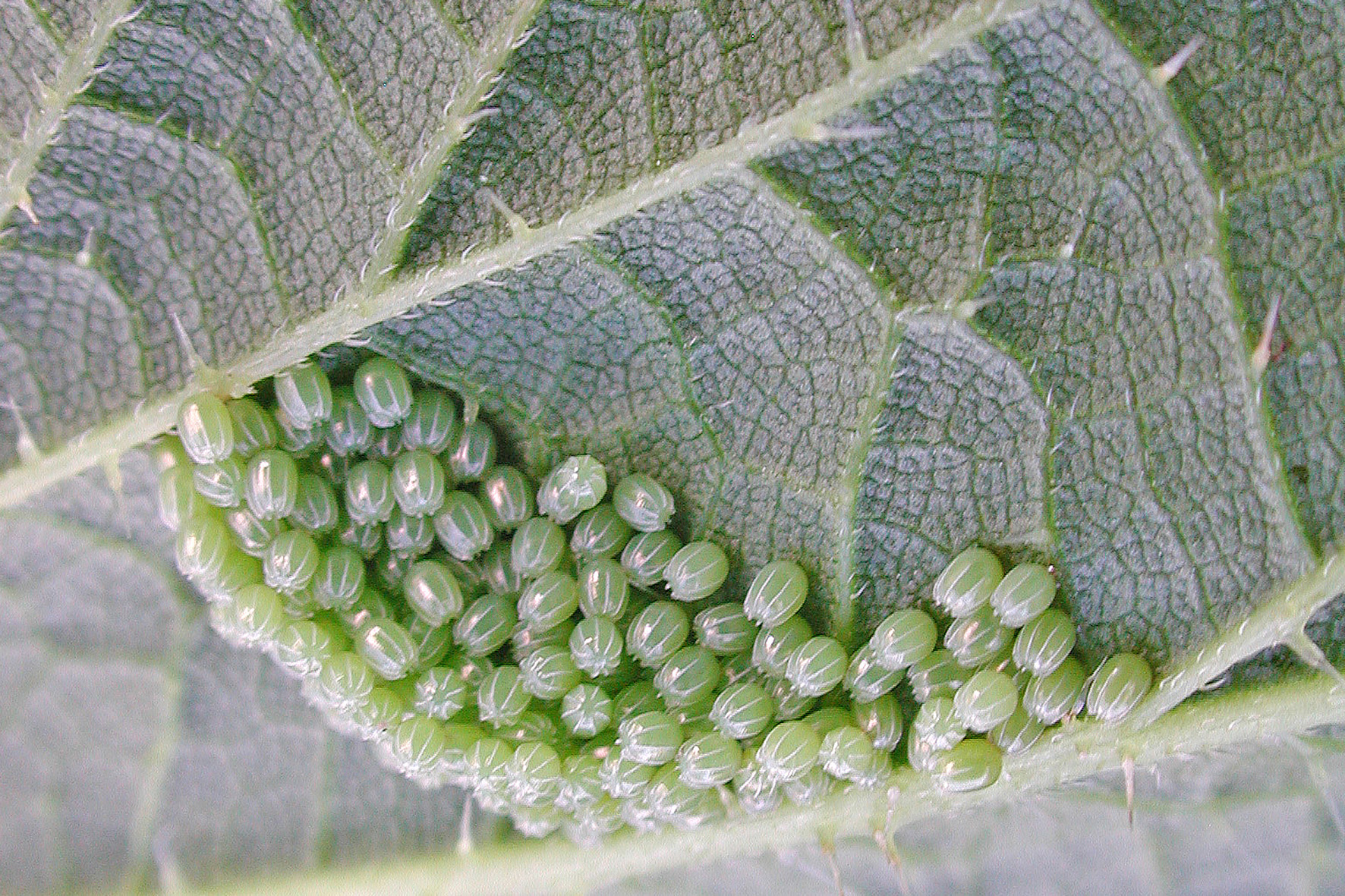
Dagpauwoog

### Rups

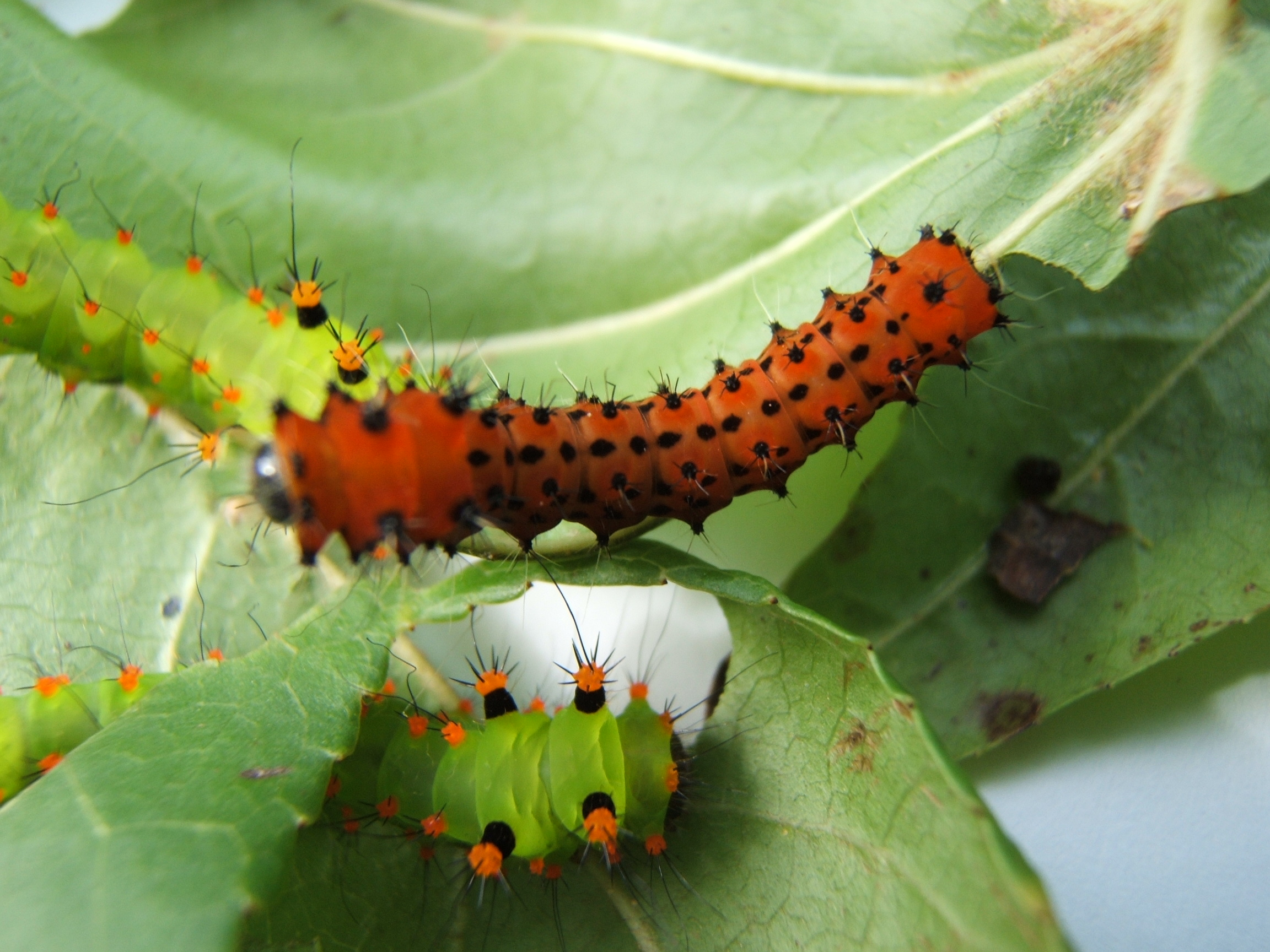
Rupsen kunnen sterk veranderen gedurende hun ontwikkeling; rupsen van de maanvlinder (Actias selene) zijn eerst rood en na hun tweede vervelling worden ze groen

Nadat de rups het ei heeft opgegeten begint hij direct met het eten van planten, veel soorten eten liefst jonge, frisse blaadjes. Vrijwel alle vlinders eten als rups planten, maar sommige soorten leven van paddenstoelen, hout of dood dierlijk of plantaardig materiaal. Enkele soorten zijn carnivoor, ze vangen slakjes of andere dieren die ze vervolgens opeten, soms door ze met hun spinsel te vangen. Voorbeelden zijn soorten van het geslacht Eupithecia op Hawaï. Deze rupsen hebben grote pseudopoten aan de achterzijde om zich op te richten en grote poten aan de voorzijde om prooien te grijpen.
De meeste vlinders hebben een waardplant, een specifieke plantensoort of groep planten waarvan de rups afhankelijk is; andere soorten lust hij niet. Koolwitjes bijvoorbeeld leven van verschillende kruisbloemigen, maar de Sint-jacobsvlinder eet alleen soorten uit het geslacht kruiskruid (Senecio). Naast specifiek voedsel is de ontwikkeling van de rups afhankelijk van de omgevingstemperatuur, deze mag niet te laag maar zeker niet te hoog zijn en verschilt per groep. Een rups vervelt in de regel 5 of 6 keer, soms nog meer, en de perioden tussen de vervellingen worden stadia genoemd.
Rupsen zijn er in vele vormen en maten, sommige zijn zo klein dat ze in een blad gangenstelsels graven, de rups van sommige soorten kan ruim 10 cm bereiken. Er zijn zowel harige als kale rupsen en een aantal soorten heeft bizarre uitsteeksels of oogvlekken om vijanden te misleiden. Ook brandharen, smerige stoffen of zelfs imitatie van gevaarlijke of giftige soorten zijn gebruikelijke verdedigingsmechanismen van rupsen. Enkele soorten zijn zelfs giftig. Net zoals spinnen hebben veel rupsen een klier die een zijde-achtig spinsel aanmaakt. Deze zit echter bij de kop en niet aan de achterzijde zoals bij spinnen. Hiermee kunnen zekeringsdraden worden gemaakt zodat de rups niet valt of zich uit planten kan laten zakken. Veel soorten gebruiken het spinsel ook voor het maken van een cocon om de pop te beschermen, of om zich, net als spinnen, met de wind te laten meezweven en zich zo te verspreiden.
Het leven van een rups is een hachelijke zaak, hij heeft een scala aan vijanden; vogels, muizen, reptielen en amfibieën, andere insecten en zelfs soortgenoten eten elkaar soms op. Deze vorm van kannibalisme is soms noodzakelijk voor de rupsen, omdat een voedselplant soms te weinig voedsel bevat voor alle exemplaren. Mieren zijn ook bekende predatoren voor rupsen, er zijn echter diverse soorten Lycaenidae en Riodinidae waarvan de rupsen juist in symbiose in mierennesten leven. Een bekende vijand is een sluipwesp, die de rups verlamt en de eitjes afzet in het rupsenlichaam. Nadat de larven zijn uitgekomen eten ze de rups levend en van binnenuit op. Er zijn echter soorten die een trucje hebben ontwikkeld en de eitjes van de sluipwesp inkapselen waarna deze niet meer uitkomen en de rups ontsnapt aan een langzame dood.
Bij een aantal soorten vlinders leven de rupsen in groepen. De bekendste soort is wellicht de eikenprocessierups, die er zijn naam aan heeft te danken. De rupsen volgen elkaar in een lange colonne, of vormen een soort mat van rupsen. Er zijn ook soorten waarbij de rupsen een soort nest maken in een plant met spinsel om het vijanden moeilijker te maken ze op te eten. Een plant waarop al te veel van deze kolonies leven wordt niet zelden volledig kaal gevreten.

### Pop

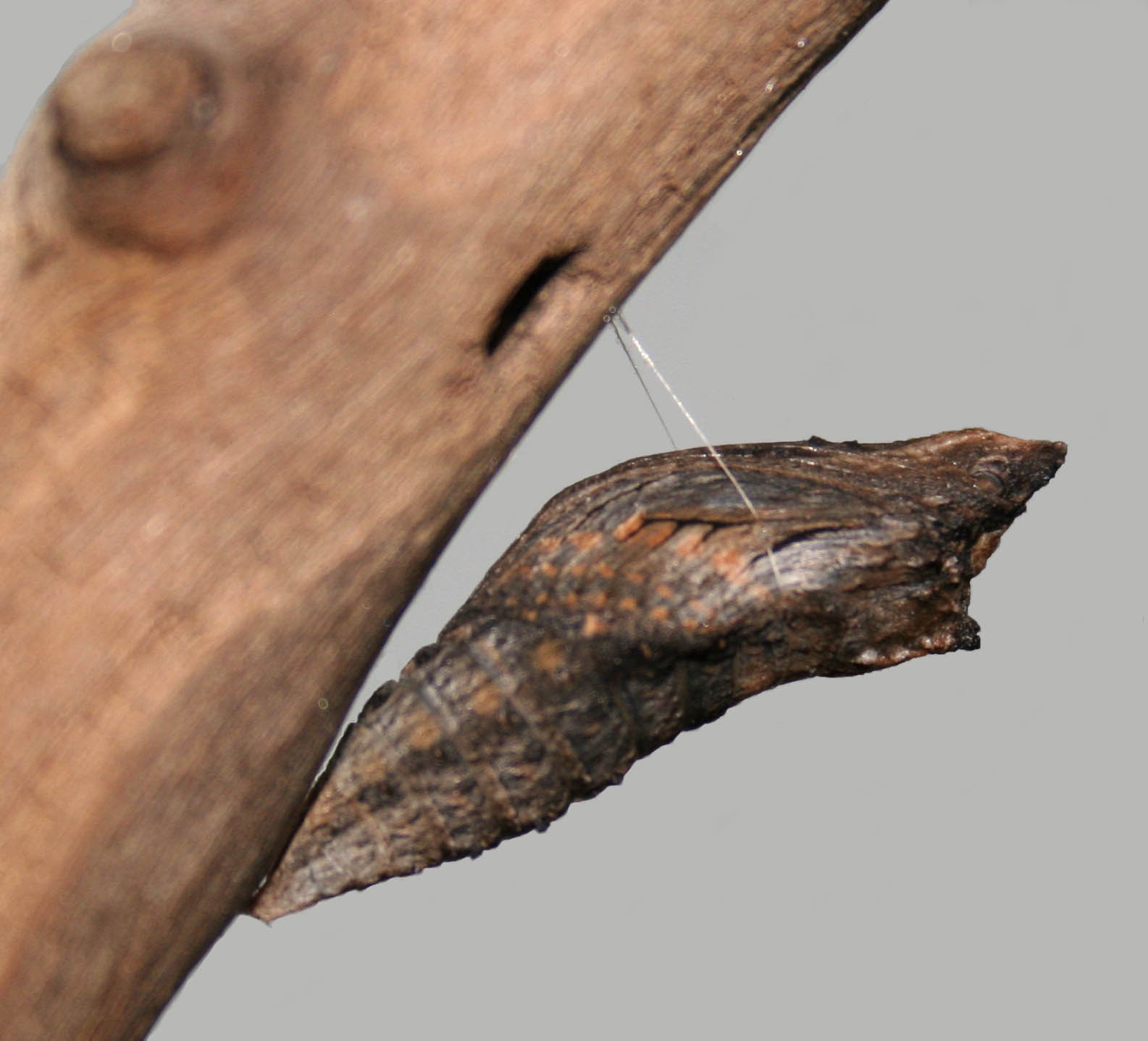
De pop van de soort Papilio polyxenes wordt geankerd door een door de rups gesponnen draadje

Als de rups zich heeft volgevreten vindt de verpopping plaats, waarbij de rups verandert in een soort mummie. De rups spint meestal een cocon om zich heen, kruipt uit zijn laatste rupsenhuid waarna de pophuid overblijft. De pop hangt aan een draad, uiteinde of haakjes op een beschut plekje, en de metamorfose voltrekt zich binnen in de pop, en is niet zichtbaar. De pop wordt niet meteen een vlinder, in tegenstelling tot bijvoorbeeld de libellen, die een soort verkort popstadium hebben. Libellen kruipen net als sommige muggen en cicaden binnen enkele minuten uit de larvehuid.
De pop van vlinders kan zich niet bewegen en is dus kwetsbaar, daarom lijken de poppen van vlinders vaak op takjes, dode bladeren of doorns. Zelfs bij soorten die als rups en vlinder felle kleuren hebben is de pop vaak zo onopvallend mogelijk gekleurd of gevormd. De zakjesdragers maken als rups een soort huisje van plantendelen en ander materiaal, en verpoppen hierin.
Bij vlinders kan het popstadium acht dagen duren, maar soms ook wel vier jaar. Als de pop uiteindelijk openbarst (langs een voorgevormde breuklijn) komt er een vlinder uit, aanvankelijk week en met nog opgevouwen, verfrommelde vleugels. De vleugeladers worden vol gepompt met een vloeistof, zodat de vleugels vanzelf uitvouwen. Dit wordt gestimuleerd door voorzichtig met de vleugels te wapperen. Later worden ze hard en kan de vlinder vliegen.
Tijdens het popstadium komen er verschillende afvalstoffen vrij, maar omdat de pop geen openingen heeft, kunnen deze stoffen niet worden afgevoerd. Pas als de pop openbarst komen de afvalstoffen of meconium vrij. Voordat de vlinder wegvliegt worden de antennes en andere zintuiglijke organen eerst goed schoongemaakt zodat efficiënter naar voedsel en een partner kan worden gezocht.
Als de vlinder uit de pop is gekropen, valt op dat de roltong nog gespleten is. Door de twee helften langs de poten te strijken komen ze tegen elkaar. De raakvlakken bevatten vele kleine haakjes die de twee delen van de roltong vervolgens voorgoed op hun plaats houden.

### Volwassen insect

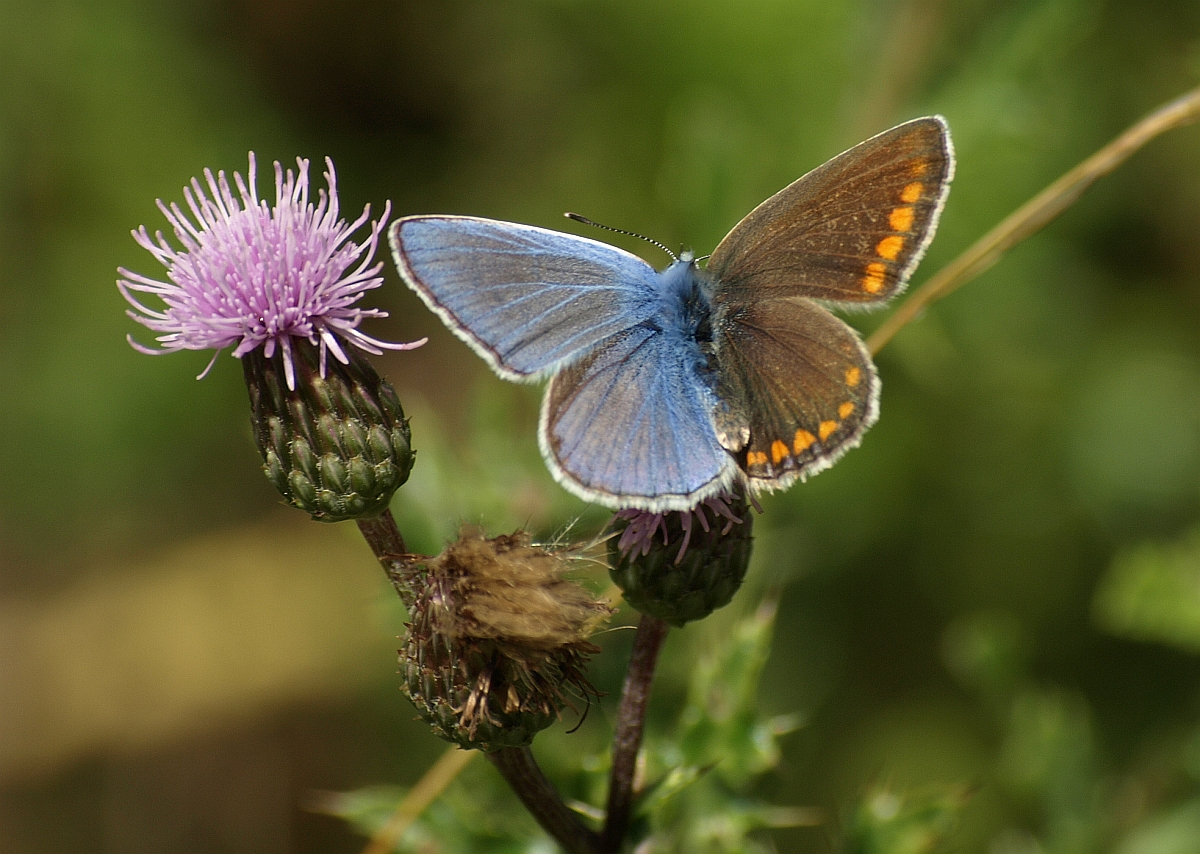
Dit icarusblauwtje (Polyommatus icarus) is tweezijdig; de linkervleugels zijn mannelijk en de rechter vrouwelijk

De volwassen vlinder krijgt zijn typische uiterlijk; een behaard, rupsachtig lichaam met gelede poten en meestal relatief grote vleugels. Vlinders worden niet zo oud, de meeste soorten leven enkele dagen tot weken en sterven al spoedig nadat ze zijn uitgekomen. Het gegeven dat in de natuur grotere dieren ook langer leven gaat bij de vlinders niet op; zelfs de enorme maanvlinder sterft binnen twee weken nadat de pop is verlaten.
Slechts enkele soorten kunnen wat ouder worden doordat ze ander voedsel eten, zoals de zebravlinder die deels van stuifmeel leeft. Van de fruitetende soort Euphaedra medon is bekend dat hij een voor een vlinder zeer hoge leeftijd van 10 maanden kan bereiken, maar dit is een zeldzame uitschieter.
Bij de insecten komen soms tweezijdige exemplaren voor, dit verschijnsel is gynandromorfie. Bij de meeste insecten valt dit niet zo op, maar bij de vlinders zijn gyandromorfe exemplaren vaak in een oogopslag te herkennen doordat de mannetjes en de vrouwtjes er binnen een soort vaak anders uitzien, dit is seksuele dimorfie. Mannetjes en vrouwtjes hebben vaak een totaal andere vleugelkleur, waardoor gyandromorfen sterk opvallen omdat de kleuren en patronen van de linker voor- en achtervleugel afwijken van de rechter voor- en achtervleugel; de ene helft is mannelijk, de andere is vrouwelijk.
In tropische streken is er geen sprake van een echte winter en gaat de ontwikkeling van vlinders het hele jaar door. Omdat de omstandigheden constanter zijn, kunnen de rupsen meerdere jaren leven. Ook de pop komt pas na meerdere jaren uit waardoor de tropische soorten veel groter kunnen worden.

## Ecologie

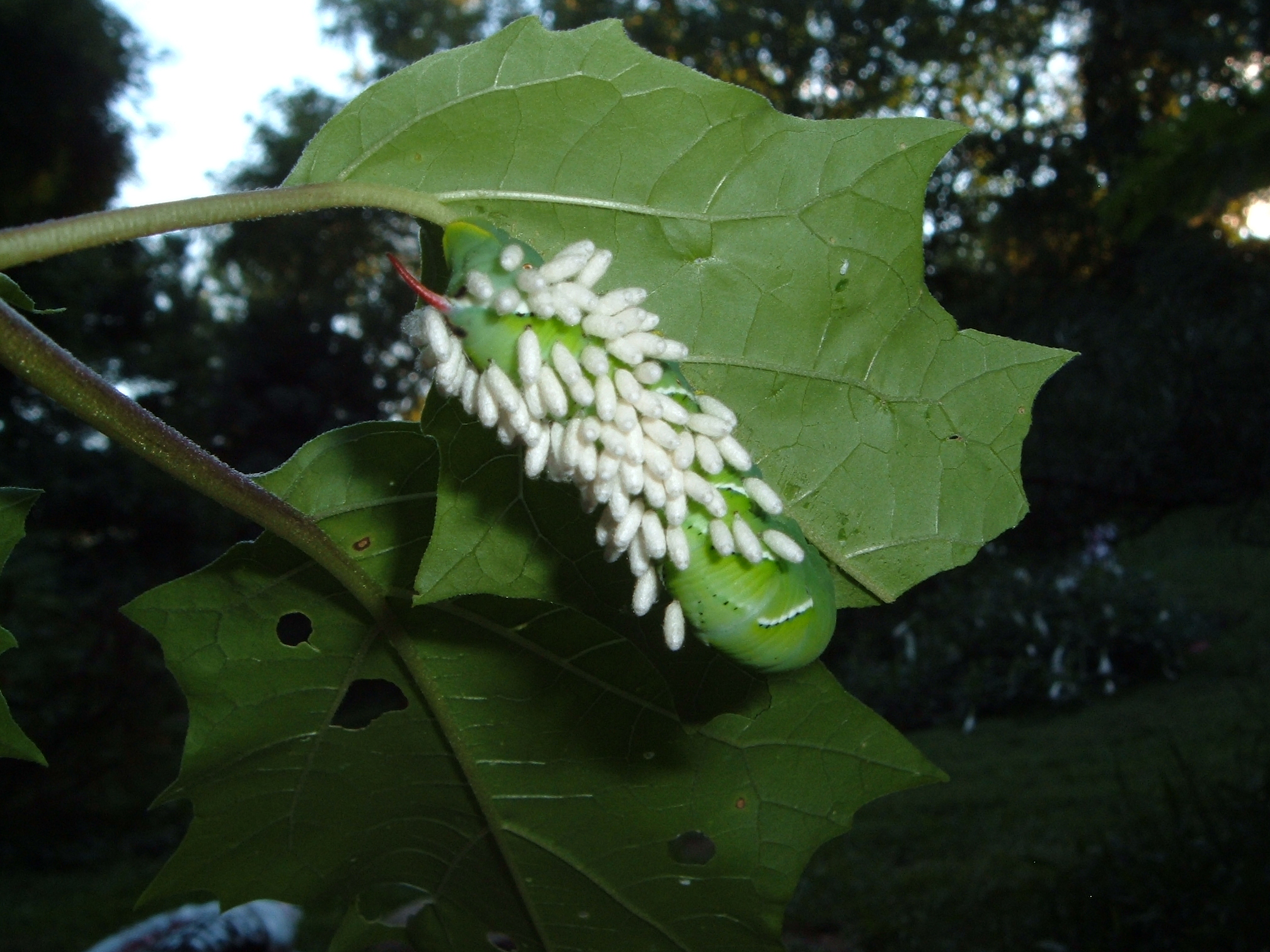
Deze pijlstaartrups is ten prooi gevallen aan sluipwespen, de witte cocons zijn de poppen van de larven

Vlinders zijn een belangrijke schakel in de natuur. Niet alleen werken de rupsen enorme hoeveelheden planten weg, maar ook vormen zij een belangrijke voedselbron voor veel andere dieren. Een groot deel van de sluipwespen bijvoorbeeld zou zonder rupsen niet kunnen bestaan. Ook spelen vlinders een rol in de bestuiving van planten. Sommige plantensoorten bloeien 's nachts en zijn voor hun bestuiving volledig afhankelijk van nachtvlinders. Voorbeelden van planten die 's nachts bloeien om nachtactieve vlinders te lokken zijn kamperfoelie, teunisbloem en avondkoekoeksbloem. Er zijn zowel vlinders met een groot aanpassingsvermogen die in veel verschillende biotopen kunnen overleven, als sterk gespecialiseerde soorten die zich bij de geringste veranderingen van de leefomgeving niet meer kunnen handhaven.
De favoriete leefomgeving is voor iedere soort vlinder weer anders. Er zijn vlinders die zich hebben aangepast aan verschillende milieus zoals bossen, heidevelden, graslanden, moerassen en duingebieden. Waar een vlindersoort voorkomt, hangt nauw samen met de waardplant van de rupsen. Daarnaast zijn ook lichtintensiteit, temperatuur en luchtvochtigheid van grote invloed op de overlevingskansen van de soort. Vooral de warmtebehoefte verschilt per soort; voor de meeste soorten ligt de ideale temperatuur tussen 20 en 25 graden Celsius. Veel soorten vlinders blijven in de buurt van hun geboorteplaats, andere soorten kunnen duizenden kilometers afleggen.
De lichtintensiteit en de veranderingen van het dag- en nachtritme zijn van grote invloed op vlinders. Zoals alle insecten zijn vlinders sneller als ze door de zon zijn opgewarmd. Ook hebben vlinders een biologische klok die ze vertelt welk seizoen het is. Trekkende vlinders maken waarschijnlijk gebruik van gepolariseerd licht om hun route te bepalen.
Vlinders houden niet van regen, maar na een regenbui zijn er meer vlinders te zien dan bij zonnig weer. Dit komt doordat de vlinders massaal uit hun schuilplaats komen om te drinken. Ook komen er meer poppen uit bij vochtig weer. Er zijn maar weinig vlinders die zich in het water ontwikkelen en dan alleen de rups. Een voorbeeld is de waterlelievlinder, waarvan de larve zich onder het blad van een waterlelie ontwikkelt. In tegenstelling tot andere insecten als kevers en wantsen, leven vlinders echter nooit onder water. Het lichaam is inclusief haren en schubben op de vleugels voorzien van een waslaagje zodat ze zich soms uit het water kunnen redden als ze erin gevallen zijn. Ook beschermt het waslaagje het lichaam tegen regen.
Sommige soorten leggen enorme afstanden af voor ze aan de voortplanting beginnen. Van dergelijke migrerende soorten, de trekvlinders, was lang onbekend hoe ze hun weg vinden over grote afstanden. Van de monarchvlinder is bekend dat trekvluchten van meer dan 3000 kilometer worden ondernomen, van oostelijk Noord-Amerika naar Mexico. Wetenschappers hebben ontdekt dat naast de interne klok in de hersenen van de vlinder (circadiaan ritme genaamd) ook de antennes een belangrijke visuele rol spelen bij de navigatie. Exemplaren zonder antennes of vlinders met geheel zwart geverfde antennes, die geen licht meer kunnen waarnemen, vlogen alle kanten op en bleken volledig de weg kwijt.

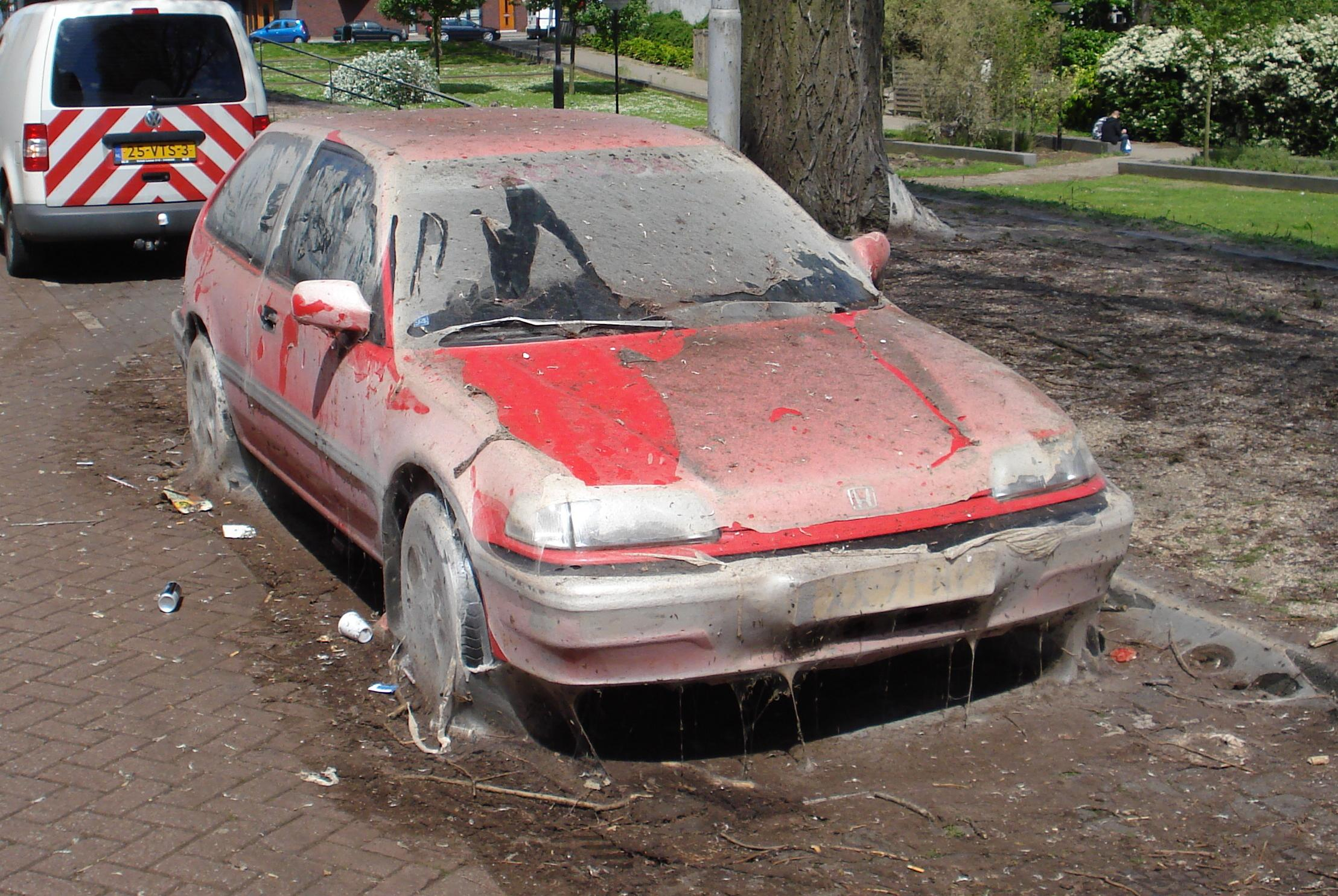
Spinsel van rupsen van spinselmotten bedekken de Spuikade in Rotterdam, 2009

Recentelijk is gebleken dat de monarchvlinder cryptochroom-fotoreceptoren in zijn antennes heeft. Deze fotoreceptoren, die gevoelig zijn in het violet-blauwe gedeelte van het spectrum, fungeren ook als magnetisch kompas. Het gehele magnetische zintuig is gelokaliseerd in de antenne. Vlinders zetten vele honderden tot duizenden eitjes af, maar de meeste eieren en rupsen worden binnen korte tijd opgeruimd door de vele vijanden. Als alle rupsen zouden uitgroeien tot een volwassen vlinder zouden er op den duur zo veel vlinders zijn dat veel schade zou worden aangericht aan bijvoorbeeld boomgaarden. Hoewel dit zelden voorkomt, kunnen vlinders, althans hun larven, voor een ware plaag zorgen. Berucht zijn de stippelmotten, waarvan de rupsen in een soort web leven. Als ze de gehele plant kaal hebben gegeten, verlaten ze dit web en gaan op zoek naar een andere plant, waarbij ze een nieuw web spinnen. Dit kan hele straten met spinsel doen bedekken. Bekend is de uitbraak aan de Spuikade in Rotterdam in mei 2009. Naast vraatzuchtige soorten zijn er ook rupsen die irriterende brandharen hebben, zoals de eikenprocessierups.
Vlinders die niet wegtrekken naar warmere gebieden moeten in gebieden waar het koud is in de winter in diapauze gaan. Dit betekent dat de stofwisseling op een laag pitje wordt gezet. Sommige soorten overwinteren als imago, andere als rups of pop en weer andere soorten brengen de winter door als ei. Een bekende soort die zijn winterslaap als volwassen vlinder doorstaat, is de dagpauwoog. Deze wordt veel gevonden op zolders, in houthokken of onder daken, wachtend op warmere tijden. De minimumtemperatuur voor insecten als vlinders is ongeveer 12 graden Celsius. Als het koeler is kunnen veel soorten zich simpelweg niet bewegen. In Noord- en Oost-Europa is de rouwmantel een van de eerste soorten in het jaar die is te zien. Deze soort overwintert in grotten en is soms al te zien als er nog sneeuw ligt.
Ook hitte en droogte zijn voor vlinders ongunstige omstandigheden en kunnen een reden zijn om in diapauze te gaan. De katoendaguil bijvoorbeeld kent in het popstadium soms een diapauze, en die kan zowel in de zomer als in de winter vallen, afhankelijk van de omstandigheden.

### Dag- en nachtvlinders
Vlinders kunnen dagactief, schemeractief of nachtactief zijn en zijn hier vaak aan te herkennen. Vroeger werden de vlinders zelfs ingedeeld in twee groepen; de dagvlinders en de nachtvlinders, maar dit is op taxonomische gronden achterhaald.
Dagactieve vlinders hebben dunne voelsprieten met een verdikt, knopvormig uiteinde. Dagvlinders vouwen hun vleugels recht boven het lichaam, uitzondering hierop zijn de dikkopjes. De vier vleugels kunnen onafhankelijk van elkaar bewogen worden, wat leidt tot een elegantere vlucht. Dagvlinders hebben over het algemeen felle kleuren, hoewel veel soorten deze alleen aan de boven-(binnen-)kant van de vleugels hebben. Een voorbeeld is de dagpauwoog, die schutkleuren aan de buitenzijde heeft in rust, maar zijn felgekleurde ocelli (oogvlekken) toont bij verstoring. Bij de verpopping verhardt de huid tot een cocon.
Nachtactieve vlinders hebben verschillende vormen voelsprieten: veervormig, borstelig enz. Ze hebben een verbinding tussen de voor- en achtervleugels waardoor deze niet onafhankelijk van elkaar kunnen worden bewogen en vouwen hun vleugels in rust als dakpannetjes boven het lichaam of vlak uitgespreid. Nachtactieve vlinders hebben over het algemeen camouflagekleuren, omdat ze zich gedurende de dag verstoppen. De meeste soorten hebben wel degelijk felle kleuren, maar laten deze alleen zien bij verstoring. Bij de verpopping spint een nachtvlinder zijn cocon rond de pop, in plaats van alleen uit te harden zoals bij de dagvlinder.

### Voedsel

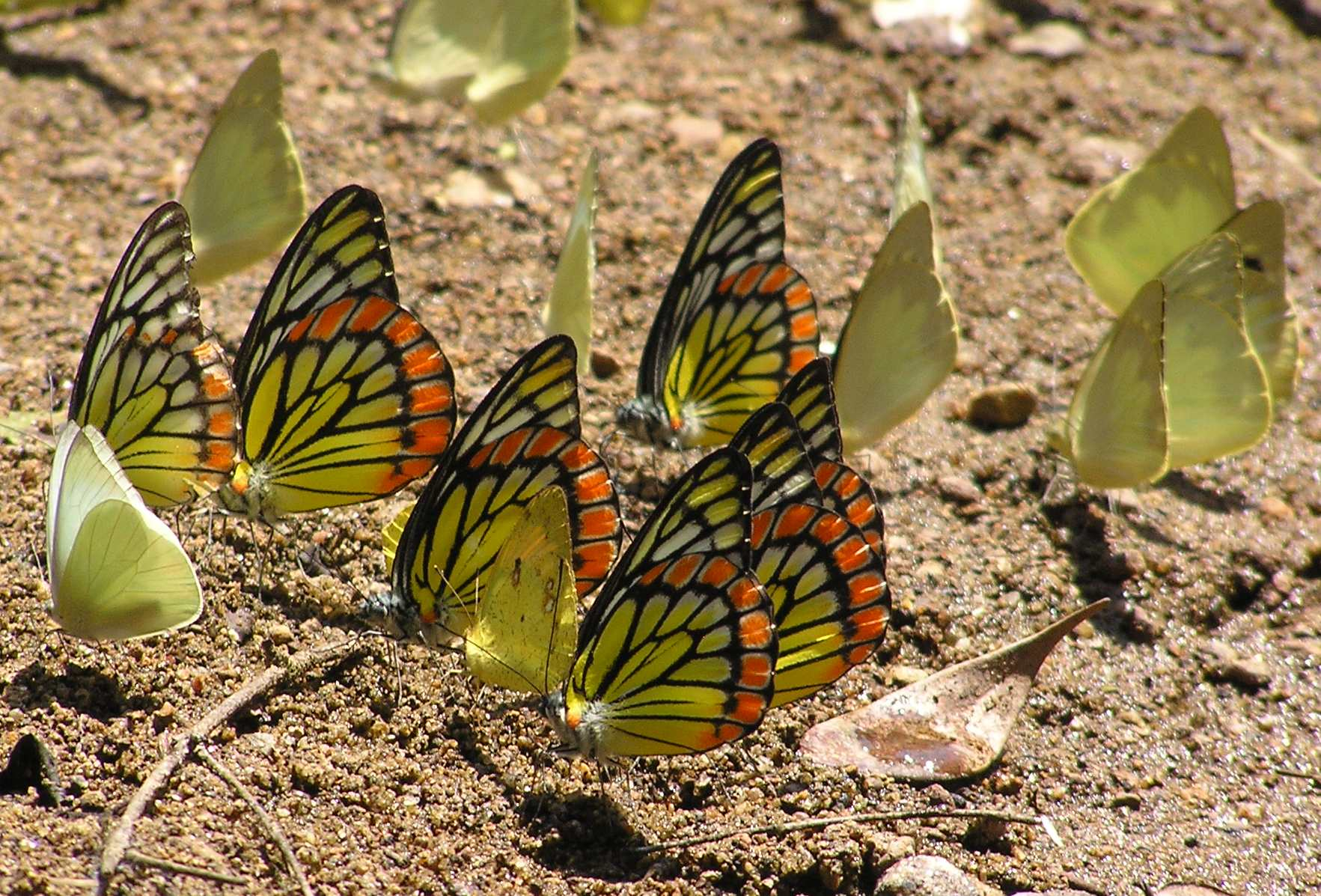
Vlinders van verschillende soorten drinken in een poeltje

Vlinders eten net als wantsen en andere snavelinsecten door te zuigen, maar penetreren het voedsel in de regel niet. Ze kunnen daarom alleen vloeistoffen uit bijvoorbeeld fruit opnemen als het oppervlak beschadigd is. Vlinders hebben speekselklieren. Het speeksel wordt op het substraat gebracht en vervolgens weer opgezogen zodat de erin opgeloste stoffen kunnen worden verteerd. Dit is ook de manier waarop vliegen voedsel opnemen. Het speeksel wordt door de proboscis naar buiten gepompt.
Er zijn hierop maar enkele uitzonderingen: sommige soorten spuiten vocht uit de achterlijfspunt op het voedsel en zuigen het direct weer op. Enkele soorten zijn in staat stuifmeel naar binnen te zuigen, een voorbeeld is de zebravlinder (Heliconius charitonius). Dit vindt plaats door het stuifmeel te vermengen met maagsappen waardoor het vloeibaar genoeg wordt om op te zuigen. Dit verlengt het leven van de vlinder aanzienlijk, de zebravlinder kan enkele weken oud worden. Sommige soorten drinken wel van dierlijk lichaamsvocht, zoals bloed uit wondjes, zweet, speeksel, neusvocht, en tranen. De soort Hemiceratoides hieroglyphica bijvoorbeeld, die op Madagaskar leeft, drinkt het traanvocht van slapende vogels. De proboscis van deze soort is hiertoe op het einde gespleten en heeft scherpe punten. Onder meer de soort Chaeopsestis ludovicae drinkt tranen bij zoogdieren, zelfs mensen, door zich aan een ooglid vast te haken.
De meeste vlinders leven van plantensappen en dan voornamelijk nectar, maar ook ander vocht kan worden opgezogen zoals sap van zacht rottend fruit, urine en mest van dieren of vocht van dode dieren. In deze sappen zitten mineralen die de vlinders nodig hebben voor de aanmaak van hun complexe lokstoffen of feromonen. Na een regenbui in een warme periode zijn langs waterplasjes vaak massaal vlinders te vinden die komen drinken. Het vocht wordt eerst geproefd door de vlinder, die smaakreceptoren onder zijn pootjes heeft. Zodra een vlinder ergens op landt proeft hij dit direct. Indien hij de smaak als aangenaam beschouwt, rolt de vlinder direct zijn lange roltong of proboscis uit om te drinken.
Sommige vlinders hebben een korte, rechte proboscis die gebruikt wordt om plantensappen op te zuigen. Het voedsel wordt hierbij doorboord terwijl de buis is omgebouwd tot een niet-oprolbare, korte en stekende snuit zoals bij wantsen. Van enkele vlinders is bekend dat ze leven van het bloed van andere dieren, al is niet bekend of ze dit alleen doen voor de ontwikkeling van de eitjes (zoals vrouwelijke muggen), of dat ze enkel en alleen van bloed leven.
Van enkele primitieve vlinders is bekend dat ze geen roltong hebben, maar nog mandibels die te vergelijken zijn met die van andere insecten, zoals de oermotten (Micropterigidae). Er zijn ook vlinders die helemaal geen monddelen ontwikkelen en deze soorten nemen als volwassen vlinder geen voedsel meer op. Alle energie die ze gebruiken bij het zoeken naar een partner (mannetjes) en een goede afzetplaats voor de eieren (vrouwtjes) hebben ze als rups bij elkaar gegeten. Een voorbeeld van een dergelijke groep zijn de nachtpauwogen. Het niet meer opnemen van voedsel als imago komt ook wel voor bij andere insecten, zoals de eendagsvlieg.
Rupsen hebben nooit een roltong maar nemen voedsel op met de kauwende mandibels die bij de meeste soorten sterk vergroot zijn. In de regel eten alle rupsen plantaardige kost zoals bladeren of stengels, enkele soorten leven van hout, fruit, graanproducten of ander (dood) organisch materiaal, denk aan de kleermot en andere echte motten. Daarnaast zijn er enkele soorten waarvan de rupsen op levende prooien jagen, zoals de hyena, of leven van schimmels of korstmossen, zoals de paddenstoeluil.

### Vijanden en verdediging

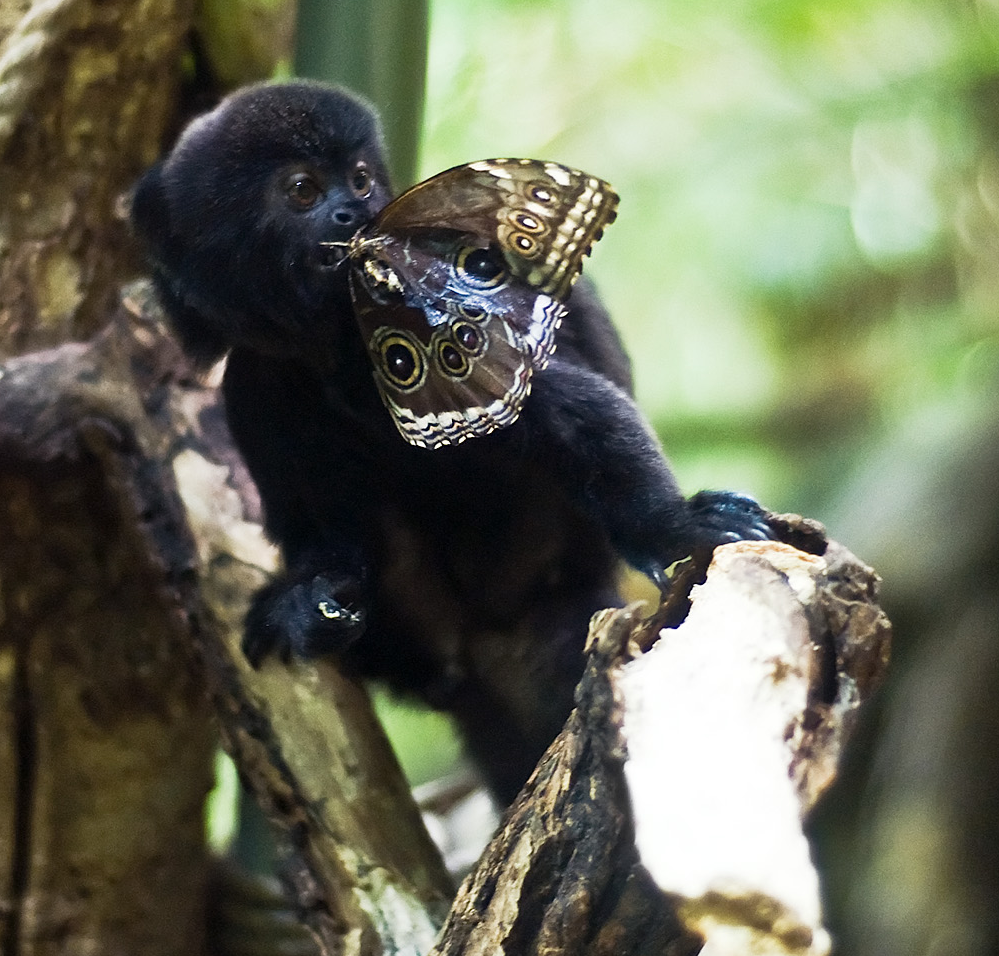
Een springtamarin (Callimico goeldii) eet een vlinder

Vlinders hebben, afhankelijk van het gebied waar ze leven, vele vijanden. Voorbeelden zijn vogels, vleermuizen en andere zoogdieren en reptielen. Ook geleedpotigen als spinnen en insecten als bidsprinkhanen eten vlinders. Vliegende dieren als vogels en vleermuizen plukken de vlinder uit de lucht, terwijl andere dieren zoals krabspinnen en bidsprinkhanen goed gecamoufleerd in een hinderlaag wachten. Ook parasieten eisen hun tol onder de volwassen vlinders; verschillende aaltjes en schimmels tasten vlinders aan, zoals de schimmels uit de geslachten Cordyceps en Entomophthora.
De meeste vlinders krijgen echter niet eens de kans om volwassen te worden; vooral onder de rupsen vindt een ware slachting plaats. Ongeveer 1 tot 5 procent slaagt erin het volwassen stadium te bereiken. Ze worden in grote hoeveelheden gegeten door vogels die hun jongen moeten voeren en enorme aantallen naar het nest brengen. Sommige vogels, zoals de koekoek, hebben zich gespecialiseerd in het eten van harige rupsen. Daarnaast kennen de rupsen een breed scala aan parasitoïden, zoals sluipwespen. Zie voor een meer uitgebreide beschrijving het artikel rups.
Ook de poppen zijn niet veilig en worden geparasiteerd of uit de planten geplukt door roofdieren. Een groot aantal vlinders laat zich op de bodem vallen en verpopt onder de grond, waar ze gegeten worden door onder andere mollen, woelmuizen en spitsmuizen of ten prooi vallen aan schimmels als de rupsendoder.
Vlinders kennen geen enkele vorm van actieve verdediging, ze kunnen niet steken of bijten. Van sommige soorten, zoals de doodshoofdvlinder, is bekend dat ze piepende geluidjes maken als ze worden opgepakt. Volwassen vlinders hebben - in tegenstelling tot veel rupsen- ook geen stekels. Wel zijn veel volwassen vlinders giftig doordat ze (gif)stoffen uit de als rups gegeten plant in het lichaam opslaan. Dergelijke soorten hebben vaak felle waarschuwingskleuren, zoals de Sint-jansvlinder. Een aantal soorten heeft kleurpatronen die verwarring opwekken, zodat het moeilijk te zien is welke kant de vlinder opvliegt.
Nachtactieve vlinders hebben door hun levenswijze, waarbij ze zich overdag verstoppen, minder te duchten van overdag actieve predatoren, maar vleermuizen zijn voor deze soorten een belangrijke vijand. Insectenetende vleermuizen leven soms grotendeels van nachtactieve vlinders en hierover worden met enige regelmaat nieuwe ontdekkingen gedaan. Nachtvlinders hebben enkele aanpassingen om aan de vleermuizen te ontkomen. Veel soorten zijn sterk behaard, zodat de geluiden die door de sonar van de vleermuis worden verspreid geabsorbeerd worden in de beharing en de vleermuis de vlinder niet ´ziet´. Van andere soorten is bekend dat ze de geluiden van vleermuizen kunnen waarnemen en hierop anticiperen. Zodra ze het geluid van een vleermuis horen laten ze zich als een baksteen uit de lucht vallen. Sommige soorten gaan nog verder, de Amerikaanse soort Bertholdia trigona produceert geluiden die de echolocatie van de vleermuis verstoren. De soort Cycnia tenera kan daarbij zelfs onderscheid maken tussen vleermuizen die zoeken en die aanvallen.

### Camouflage en mimicry
De meeste vlinders zijn goed gecamoufleerd, maar dit geldt alleen voor de rustsituatie; de vlinders die de vleugels in rust samenklappen boven de rug hebben onopvallende kleuren aan de onderzijde van de voor- en achtervleugels. Bij verstoring worden de vleugels uitgeklapt en wordt de felgekleurde bovenzijde van de vleugels zichtbaar. Waarschuwingskleuren bestaan meestal uit felle kleuren of afstekende vlekken die pas tevoorschijn komen als een vijand is genaderd. Het plotseling laten zien van de kleuren kan vijanden afschrikken, vaak komen oogvlekken voor. Omdat deze vlekken in rust niet te zien zijn wordt het schrikeffect verhoogd.
Bij de soorten die de vleugels als een dakje op hun achterlijf vouwen, zijn de voorvleugels en onderzijde van de achtervleugels natuurlijk gekleurd. Ze zijn uitstekend gecamoufleerd en vrijwel onzichtbaar op hun natuurlijke leefomgeving zoals boomschors of korstmossen. Sommige soorten lijken als volwassen vlinder sprekend op een dor blad, takje of houtsplinter. Bij deze soorten is het de bovenzijde van de achtervleugel die felle kleuren draagt en omlaag wordt gebracht bij verstoring. Deze combinatie van een goede camouflage in rust maar het tonen van schrikkleuren bij verstoring komt bij veel vlinders voor.
Sommige vlinders hebben felle kleuren om andere dieren te imiteren en zo vijanden te misleiden (mimicry). Voorbeelden zijn de wespvlinders, die meer lijken op wespen en horzels. Binnen de groep van vlinders zijn dergelijke geheel felgekleurde soorten relatief zeldzaam, maar een andere vorm van mimicry komt wel veel voor. Giftige vlinders worden hierbij geïmiteerd door andere giftige soorten zodat beide soorten profiteren, dit is mimicry van Müller. Er zijn ook soorten waarbij de giftige vlinder geïmiteerd wordt door niet-giftige soorten, dit is mimicry van Bates. Ten slotte komen ook combinaties voor van verschillende giftige soorten die elkaar imiteren, en niet giftige soorten die de giftige soorten imiteren. Zo'n verzameling vlinders die er hetzelfde uitzien, maar soms uit totaal verschillende families komen, is een mimicrygroep.

## Vlinders en de mens
Vlinders zijn vanwege hun kleurige vleugels geliefd bij veel mensen. Ze worden beschouwd als decoratief.
Vlinders zijn populair bij natuurliefhebbers en veel mensen doen moeite om vlinders naar hun tuin te lokken om ze te kunnen bewonderen. Omdat vlinders dol zijn op nectar kunnen het best grootbloemige soorten worden aangeplant. Het bekendste voorbeeld is de zogenaamde vlinderstruik, die veel vlinders aantrekt. Andere bij vlinders populaire planten zijn beemdkroon, damastbloem, enkelbloemig afrikaantje, hemelsleutel, herfstaster, ijzerhard, koninginnenkruid, lavendel en muurbloem.
De rupsen van vlinders zijn minder geliefd vanwege hun vermogen grote schade aan planten aan te richten. Sommige rupsen veroorzaken op andere manieren overlast. Rupsen van de stippelmotten kunnen een gehele straat bedekken met hun spinsel en de eikenprocessierups leidt tot allergische reacties. Vlinders zijn altijd afhankelijk van de aanwezigheid van planten die door de rups worden gegeten. Soorten die in België en Nederland voorkomen eten als rups soms inheemse planten die als onkruid worden gezien. Een voorbeeld is brandnetel, die door verschillende soorten wordt gegeten, onder andere de dagpauwoog, de gehakkelde aurelia, het landkaartje en de Spaanse vlag.

### Menselijke bedreigingen

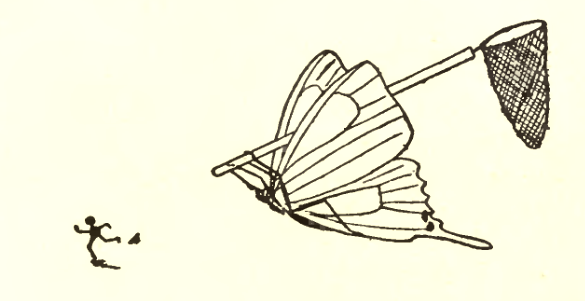
Cartoon van een vlindervanger

Veel vlinders komen algemeen voor. Sommige soorten zijn zeldzamer en een aantal staat bekend als kwetsbare of bedreigde soort. De achteruitgang van veel soorten wordt veelal door de mens veroorzaakt, met als voornaamste oorzaak het veranderen van het leefgebied. Omdat rupsen vaak afhankelijk zijn van één plant of een groep van verwante planten, de zogenaamde waardplanten, zullen indien deze planten verdwijnen, de bijbehorende vlindersoorten eveneens onherroepelijk verdwijnen. Planten verdwijnen bijvoorbeeld als moerassen worden ontgonnen of als open gebieden verwilderd raken.
Een aantal vlinders is wereldwijd niet bedreigd, maar is in bepaalde gebieden in aantal wel achteruit gegaan, terwijl andere soorten bijna zijn uitgestorven. Een voorbeeld is de Australische soort Synemon plana. Deze vlinder is uniek in het feit dat het een mot-achtige soort is, maar alleen actief is als de zon schijnt en bovendien knotsvormige antennes bezit. Deze kenmerken komen voor bij de grootvleugelige dagactieve vlinders en ontbreken meestal bij de motten. Een andere sterk bedreigde vlinder is de ondersoort Cyclargus thomasi bethunebakeri uit Florida, USA. Van deze vlinder was nog maar één populatie bekend die bestond uit 45 tot 50 exemplaren. Door in gevangenschap gekweekte rupsen als vlinder vrij te laten hoopt men het dier te redden. In sommige landen, zoals Engeland, is 70 procent van alle vlindersoorten aan het verdwijnen. In Nederland is door de eeuwen heen veel veen gestoken en bos gekapt, waardoor ook veel bos- en veenminnende vlinders in aantal achteruit zijn gegaan. Ook op de Nederlandse rode lijst van dagvlinders staan veel soorten die door landschapsverandering zeldzaam zijn. Een voorbeeld is de ernstig bedreigde veenbesparelmoervlinder. Een soort die in Nederland geheel verdwenen is en sinds 1981 niet meer is gezien, is het vals heideblauwtje.

### In de cultuur

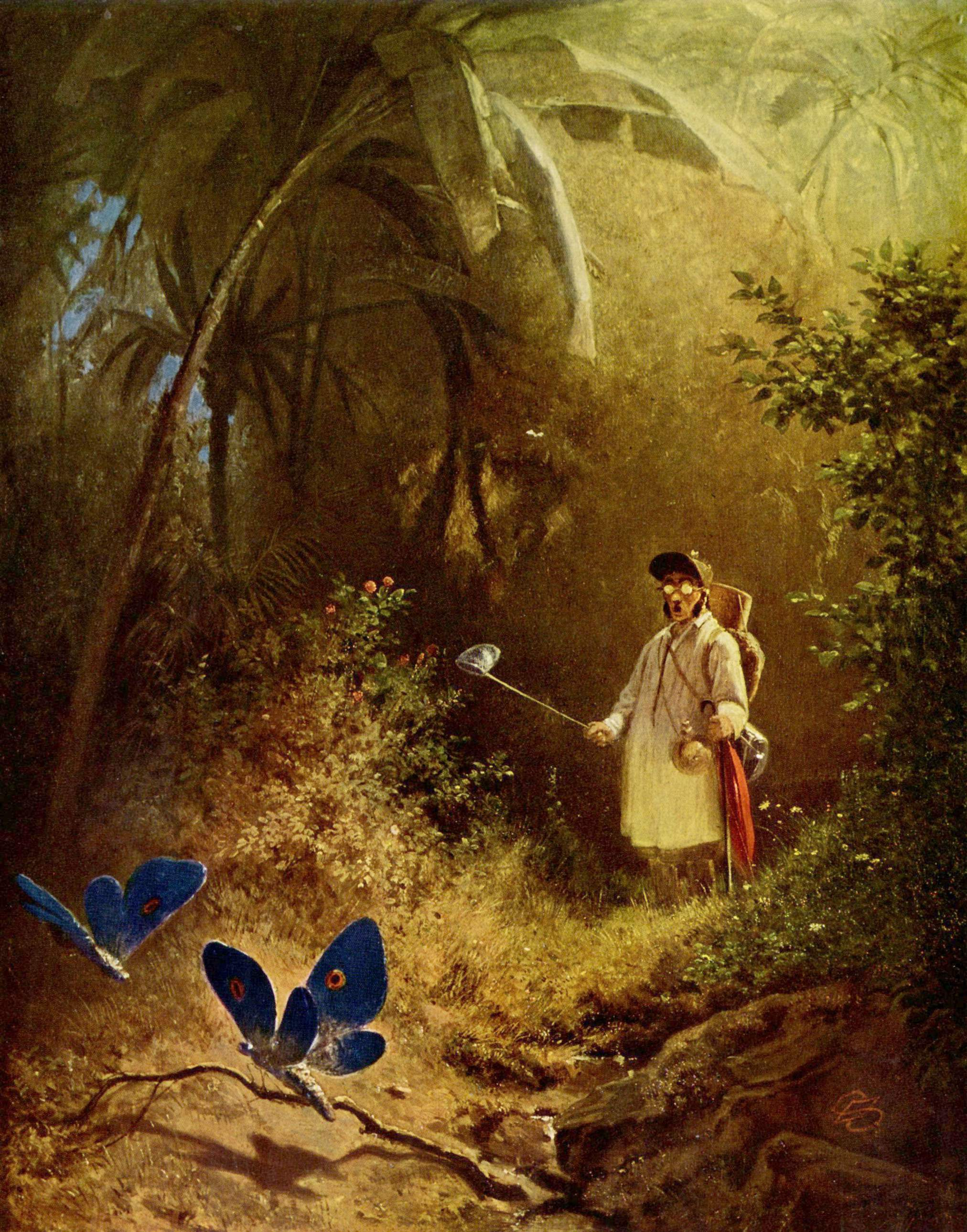
Der Schmetterlingsjäger, door Carl Spitzweg, olieverf op paneel, 1840

Vlinders worden door de mens erg gewaardeerd om hun decoratieve kleuren en vlucht en worden beschouwd als vliegende bloemen. Een door de mens gecultiveerde vlinder is de zijdevlinder omwille van de zijde die de rups spint en de witte moerbei als waardplant heeft. Hier worden onder andere kledingstukken van geweven. Het millennialang kweken van deze soort heeft ertoe geleid dat de exemplaren uit de kweek niet meer onder natuurlijke omstandigheden kunnen leven, dit is een vorm van domesticatie.
Vlinders spelen met name een grote rol in de symboliek vanwege hun metamorfose. De overgang van een kruipend, wormachtig dier naar een grootvleugelig gekleurd insect is enorm, niet alleen wat betreft het uiterlijk, maar ook qua levenswijze. Vlinders staan daarom symbool voor een nieuw begin, de wedergeboorte of de wederopstanding. Vlinders zijn daarnaast in veel beschavingen een belangrijk symbool van geluk, vrijheid en de liefde. In veel culturen worden vlinders geassocieerd met de dood of met dromen en aangezien vlinders niet kunnen horen, ook met doofheid. Het Griekse woord psyche betekent niet alleen vlinder, maar staat daarnaast ook voor ziel.
Al sinds mensenheugenis duiken vlinders op in afbeeldingen, symbolen en verhalen. In Egypte zijn afbeeldingen van vlinders bekend van 3500 jaar oud, de Egyptenaren zagen de vlinder als symbool van geluk. De Azteken beschouwden vlinders als zielen van gestorven strijdmakkers en naast de slang was de vlinder het meest afgebeelde dier. In China en Japan staan vlinders bekend als gelukssymbool, in China staan bijvoorbeeld vlinders gemaakt van jade bekend als liefdessymbool. De Grieken geloofden dat telkens als een vlinder uit zijn cocon kruipt er iemand wordt geboren. De Zuni, een Noord-Amerikaanse indianenstam, zien de vlinder als symbool voor vruchtbaarheid en tevens als brenger van de zomer.
In de iconografie is een vlinder die uit de pop kruipt het symbool van de ziel die het lichaam verlaat. In de christelijke iconografie is een vlinder op de hand van Christus een symbool voor de opgestane menselijke ziel.
De levenscyclus van de vlinder: rups, pop en vlinder symboliseert leven, dood en opstanding. Op oude begraafplaatsen kan daarom op grafmonumenten een vlinder worden aangetroffen.
Vlinders spelen een rol in het dagelijks taalgebruik en worden gebruikt als metafoor in citaten, ze duiken op in verschillende spreekwoorden en gezegdes. Enkele uitspraken waarin vlinders worden genoemd zijn:
- Lasteraars zijn nachtvlinders: zij houden van de duisternis en zwermen om het licht. - Peter Sirius
- Ja, wat at de mot voordat er oude jassen waren... - Midas Dekkers
- Er zijn veel vlinders die ontkennen eerst rups te zijn geweest. - Gerd de Ley

Enkele spreekwoorden waarin vlinders een rol spelen zijn:
- Vlinders in de buik hebben - verliefde gevoelens hebben.
- Spreekwoorden zijn als vlinders: sommige worden gevangen, andere vliegen weg - Sommige spreekwoorden raken buiten gebruik en andere niet.
- De mot in de maag hebben - vaak honger hebben.
- De mot zit erin - het is aangetast.

## Bestuderen van vlinders

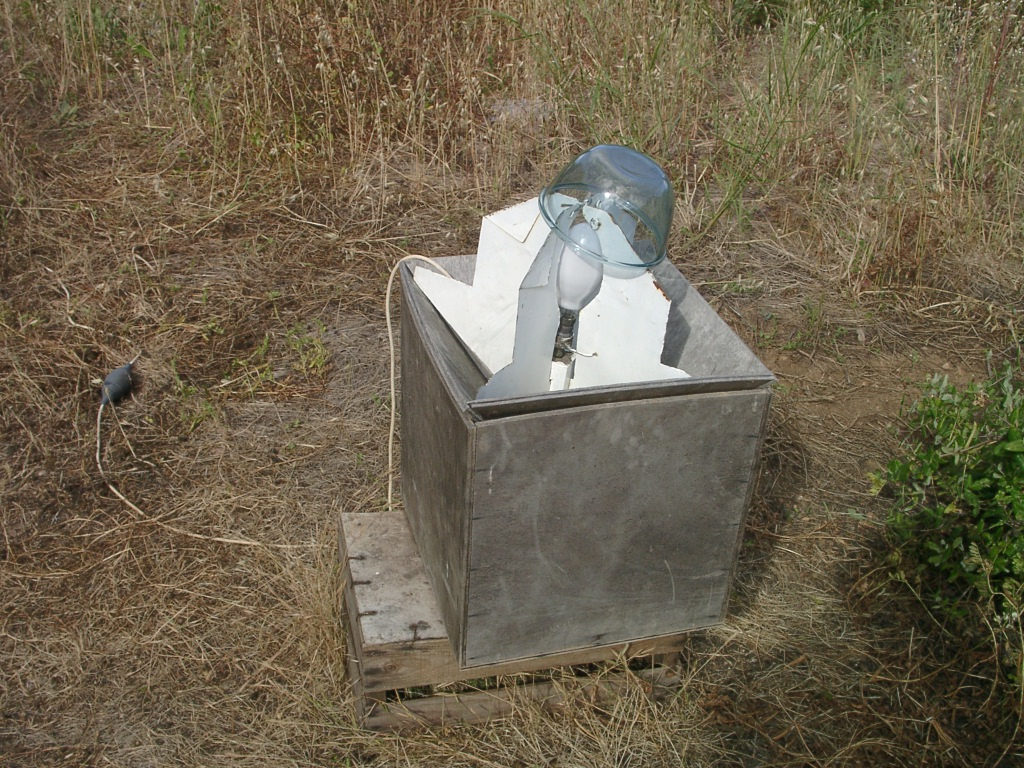
Een nachtvlinderval met speciale lamp

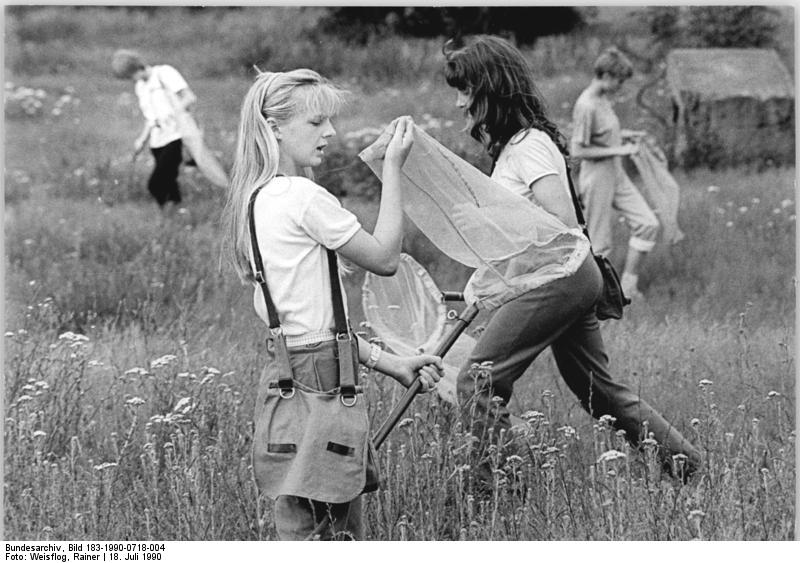
De jeugd vangt vlinders in Spreewald, Duitsland, 1990

Verschillende insecten, zoals kevers en sprinkhanen, zijn populair onder amateur-entomologen. De vlinders zijn echter veruit het populairst. Vlinders zijn in het algemeen niet moeilijk te vinden; de dagactieve soorten zijn vaak goed zichtbaar en ook de rupsen leiden doorgaans een weinig verborgen bestaan of vallen zelfs duidelijk op.
Het vangen van vlinders met een vlindernet moet voorzichtig gebeuren, omdat de tere vleugels snel beschadigd raken. Een gehavende vlinder kan niet meer vliegen en is ook ongeschikt voor het opnemen in een collectie, hier zijn gave exemplaren beter voor geschikt.
Veel insecten zoals wantsen en sprinkhanen zijn moeilijk te conserveren, omdat ze veel lichaamsinhoud hebben, die zal gaan rotten en vloeien en daarnaast snel verkleuren. Omdat de vleugels van vlinders zelf geen kleur hebben, maar pigmenthoudende schubben dragen, blijven de kleuren ook na de dood van het insect behouden als bij een levend exemplaar. Het conserveren van de vlinder bestaat uit het simpelweg drogen van het dier, waarna deze kan worden opgespeld. Rupsen daarentegen zijn zeer slecht te conserveren, ze kunnen in een conserveringsvloeistof worden bewaard, maar verliezen snel hun kleur en kunnen van vorm veranderen doordat het lichaam verschrompelt of juist opzwelt.
's Nachts actieve vlinders zijn overdag vaak goed verstopt en doordat ze alleen 's nachts actief zijn worden ze zelden vliegend waargenomen. De bekendste methode is het lokken van de vlinders met een lichtval, waarbij gebruikgemaakt wordt van de verstorende invloed van licht op het navigatievermogen. Ze kunnen overdag worden gevonden door de vegetatie waarin ze schuilen te verstoren, de rupsen zijn vaak gemakkelijker te vinden op planten. Ook het lokken met een feromoon of het smeren van stroop op oppervlakten is een beproefde methode. De stroop bestaat uit een combinatie van fruitstroop en alcohol. Vlinders zijn dol op rottend fruit en bij de gisting van het fruit komt alcohol vrij, die de vlinders kunnen waarnemen.

### Kweken
Om vlinders nauwgezet te kunnen bestuderen kan men ze in gevangenschap kweken. Een soort waarmee dat op grote schaal gebeurt is de zijdevlinder, voor de productie van zijde en als reptielenvoer. Hiervoor worden ook wel wasmotlarven gebruikt. Ook in sommige dierentuinen kan men vlinders bezichtigen in een zogenaamde vlindertuin. Voorbeelden van Belgische en Nederlandse vlindertuinen zijn die in respectievelijk Virelles en Dierenpark Emmen.
Sommige soorten zoals de pijlstaarten (familie Sphingidae) worden ook door particulieren gehouden. Deze soorten hebben een rups met een kenmerkende stekel aan het achtereinde waaraan de naam te danken is. Een voorbeeld van een dergelijke soort is de doodshoofdvlinder (Acherontia atropos). Bij het kweken van vlinders is het van belang de rupsen van de juiste voederplant te voorzien, omdat sommige soorten erg kieskeurig zijn en slechts kunnen leven van één soort plant. De plant of groep van planten die als voedsel kunnen dienen voor de rups wordt de waardplant genoemd. Sommige soorten zijn niet kieskeurig, waardoor verschillende planten kunnen worden aangeboden.
Een ander probleem is dat de grootvleugelige soorten - die het populairst zijn - veelvuldig vliegen waardoor de behuizing niet te klein mag zijn, omdat de vleugels anders zeer snel beschadigen. Veel vlinderhouders laten de net verpopte vlinders direct vrij in de natuur, kwekers die de volwassen vlinders in gevangenschap tot nageslacht willen stimuleren maken vaak gebruik van een grote volière-achtige behuizing, ook een kas is zeer geschikt.
Bij het bestuderen van vlinders en rupsen kunnen deze worden opgekweekt in een afgesloten bak of grote pot. Hierbij is het belangrijk dat te allen tijde voldoende voedselplanten aanwezig zijn. Ook moeten niet te veel exemplaren bij elkaar gehouden worden, omdat rupsen dan kannibalistisch worden. De temperatuur en luchtvochtigheid moeten worden afgestemd op die van de natuurlijke leefomgeving van de rups, de meeste soorten houden van een vochtige omgeving. Waterbakjes, bijvoorbeeld om de planten van vocht te voorzien, kunnen beter vermeden worden omdat de rupsen hierin kunnen verdrinken.

### Lepidopterologie

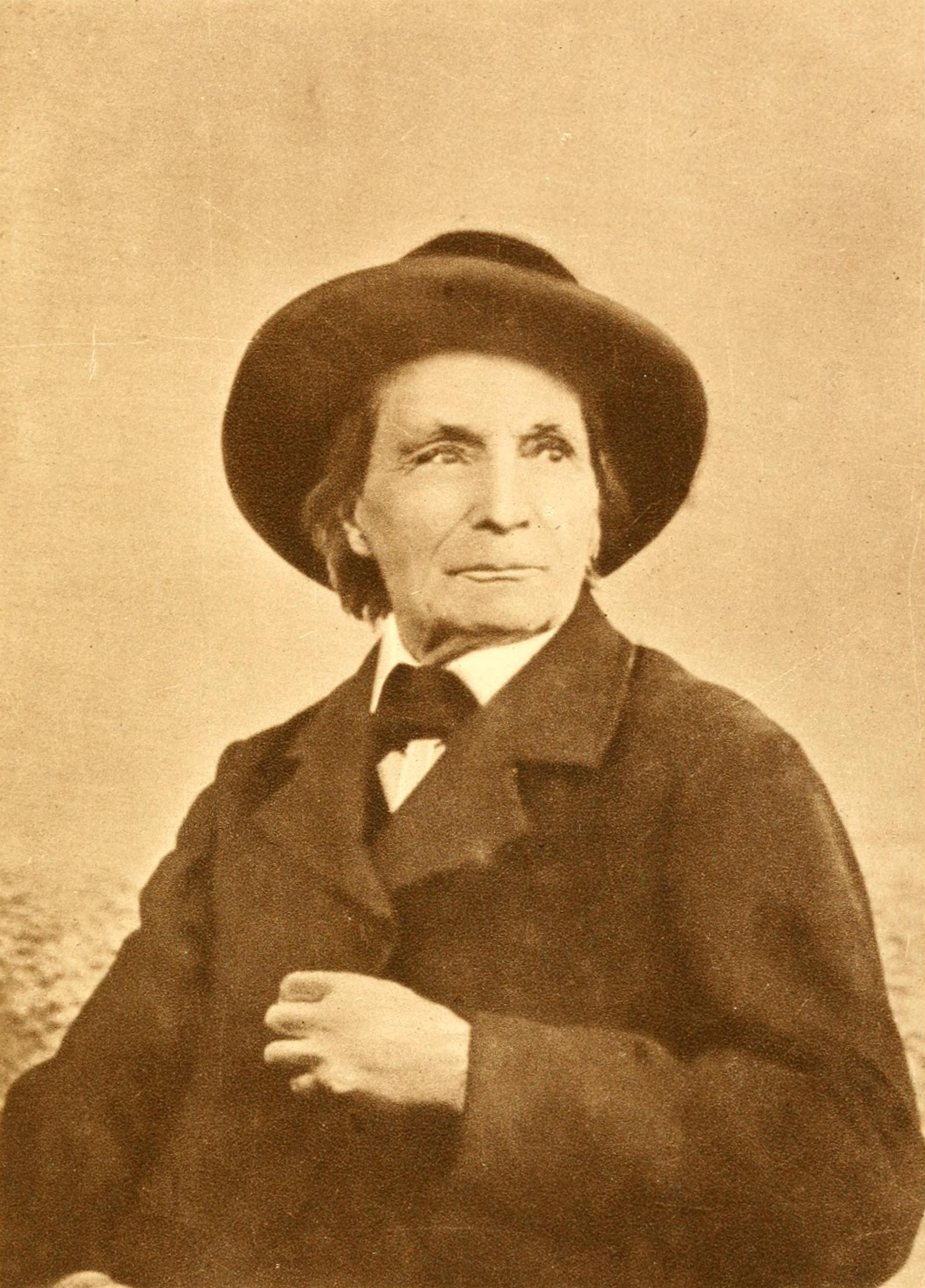
Jean-Henri Fabre

In de achttiende eeuw was het verzamelen en kweken van vlinders, vooral tropische exemplaren, een geliefde hobby van mensen die enigszins gefortuneerd waren. Enkelen van hen gingen de vlinders ook bestuderen en beschrijven, bekende tekenaars die veel vlinders hebben afgebeeld, zijn Anna Maria Sibylla Merian, Caspar Stoll, E. J. C. Esper, J. C. Sepp en R. P. Engramelle. Pieter Cramer (1721 - 1776) beschreef ongeveer 1600 soorten uit Afrika, Amerika en Azië in een vierdelig boekwerk waar onder andere Stoll aan mee heeft geschreven. Veel vlinders hebben in deze tijd hun wetenschappelijke naam gekregen en deze vroege beschrijvingen van insecten zijn tevens de eerste beschrijvingen van de soort. Van een aantal platen is echter niet precies bekend om welke soort het gaat. Dit komt doordat veel collecties waarop de beschrijvingen zijn gebaseerd zijn versnipperd of verloren geraakt.
Een van de bekendste onderzoekers van vlinders is de Franse schrijver en entomoloog Jean-Henri Fabre (1823 - 1915). Fabre ontdekte hoe vrouwtjes en mannetjes van nachtactieve vlinders elkaar vinden. Dit was in zijn tijd een groot raadsel doordat weinig bekend was over feromonen en de vlinders elkaar niet kunnen zien in het donker. Fabre plaatste een glazen stolp over een vrouwtje en liet enkele mannetjes los bij de stolp. Ze reageerden totaal niet op het vrouwtje, terwijl ze haar duidelijk konden zien. Ook stelde hij vast dat een doos waarin recentelijk een vrouwtje had gezeten juist een grote aantrekkingskracht uitoefende op de mannetjes. Hieruit concludeerde Fabre dat nachtvlinders elkaar op de geur moeten vinden.

## Taxonomie en indeling

Vlinders worden verdeeld in verschillende groepen en families, hier de positie van de familie Lycaenidae binnen de dagvlinders

Er zijn ongeveer 160.000 verschillende soorten vlinders bekend. Vermoed wordt dat er nog vele duizenden soorten zijn die nog niet zijn beschreven en dit aantal zal stijgen tot 200.000. In Nederland komen iets meer dan 50 soorten dagactieve vlinders voor, tegenover ongeveer 2000 nachtactieve soorten.
Net als alle organismen worden de vlinders ingedeeld in verschillende groepen, zoals superfamilies, families en geslachten. Deze indeling is aan verandering onderhevig, enerzijds omdat bestaande aannames soms niet blijken te kloppen en anderzijds door de constante aanvoer van nieuwe inzichten, zoals het ontdekken van nieuwe soorten.
Vlinders vormen een orde binnen de klasse van de insecten (Insecta). Vlinders behoren tot de gevleugelde insecten of Pterygota. Deze grote groep is verdeeld in twee superordes; de gevleugelde insecten met een onvolledige gedaanteverwisseling (Exopterygota) en de gevleugelde insecten met een volledige gedaanteverwisseling (Endopterygota). Insecten met een onvolledige gedaanteverwisseling lijken uit het ei direct op het volwassen insect en worden in stapjes volwassen. Dergelijke insecten kennen geen verpopping, de juvenielen worden nimfen genoemd. Voorbeelden zijn wantsen, sprinkhanen en libellen.
De vlinders behoren tot de andere groep; de superorde Endopterygota. Ze kennen een volledige gedaanteverwisseling, de larven (rupsen) zijn wormachtig en lijken totaal niet op het volwassen insect. Ook de larven vervellen, waarbij ze na iedere vervelling steeds groter worden, maar uiterlijk niet veranderen. Bij de laatste vervelling wordt een cocon gevormd waarin de metamorfose plaatsvindt. Hierbij ondergaat het lichaam een drastische verbouwing en pas tijdens het popstadium worden de ogen, poten en vleugels gevormd. Andere groepen die tot de Endopterygota behoren zijn de kevers, de vliegen en de bijen en wespen. Binnen de Endopterygota zijn de vlinders het sterkst verwant aan de schietmotten (Trichoptera). Ze delen hier ook enkele kenmerken mee; zo hebben de schietmotten gereduceerde kaakdelen, een rupsachtige larve en ook de vleugels lijken enigszins op die van vlinders. Een belangrijk verschil is echter dat de vleugels van schietmotten behaard zijn en geen schubben dragen.

### Indeling in groepen
Vlinders horen met de kevers (Coleoptera), vliegen en muggen (Diptera) en vliesvleugeligen (Hymenoptera) tot de grootste groepen van insecten. Het indelen van deze groep in kleinere groepen blijkt lastig. Vergelijkbare kenmerken kunnen gedurende de ontwikkeling van de groep meerdere keren ontstaan zijn, waardoor groepen die op het oog verwant lijken, dat evolutionair gezien niet hoeven zijn. Er zijn vele pogingen gedaan om de orde in logische kleinere eenheden in te delen, maar er is nog steeds geen indeling die algemeen wordt geaccepteerd. Een veelgebruikte modernere indeling is die van de Franse entomoloog Patrice Leraut uit 1980.
Een van de eerste indelingen van de vlinders was die van de grote vlinders en de kleine vlinders, respectievelijk Macrolepidoptera en Microlepidoptera. Een tweede onderverdeling splitste de Macrolepidoptera verder in de nachtvlinders (Heterocera) en de dagvlinders (Rhopalocera). Deze indeling kan men zelfs in recente werken tegenkomen, maar is wetenschappelijk gezien onverantwoord. De lichaamslengte blijkt een ongeschikt criterium; er zijn groepen van grote vlinders die aan groepen van kleine soorten verwant, en ook een indeling in dag- en nachtactieve groepen bleek geen stand te houden.
Bepaalde families zijn in het algemeen nachtactief en andere dagactief, wat niets zegt over hun evolutionaire verwantschap. Vlinders die overdag actief zijn hebben vaak een aantal kenmerken die ze onderscheiden van de schemer- en nachtactieve soorten, zoals een bepaalde antennevorm. Het onderscheid is voornamelijk gebaseerd op uiterlijke kenmerken van de vlinders. Een ander verschil is zichtbaar tijdens de metamorfose, bepaalde soorten spannen een cocon om hun pop en bij andere soorten is de pop kaal. De huidige indeling van de vlinders bestaat uit ongeveer 130 verschillende families, die worden gegroepeerd in superfamilies, infraordes en onderordes.

## Video
- Vlindercollectie van amateur-entomoloog Hermans